# Megacausa ESMA
Megacausa ESMA es la denominación que recibe una serie interrelacionada de causas judiciales que dio comienzo el 18 de octubre de 2007 (causa Febres) y cuyo último juicio (caso Mario Alfredo Sandoval) finalizó el 21 de diciembre de 2021, por delitos de lesa humanidad cometidos en Argentina, durante la dictadura militar autodenominada Proceso de Reorganización Nacional, instalada entre 1976 y 1983. En ella se investigaron y enjuiciaron los crímenes cometidos en el centro clandestino de detención ESMA. Se trata de la causa con mayor cantidad de personas imputadas, abarcando el proceso un total de seis juicios hacia finales 2021.
Dentro de esta causa se enjuiciaron los casos de las monjas francesas Alice Domon y Léonie Duquet, las Madres de Plaza de Mayo secuestradas en la iglesia de Santa Cruz, la adolescente Dagmar Hagelin, el periodista Rodolfo Walsh, los secuestros y desaparición de los bebés Victoria Donda, Juan Cabandié, Guillermo Pérez Roisinblit y Jorge Castro Rubel entre muchos otros. Entre los represores imputados se encuentran Alfredo Astiz que fue condenado a cadena perpetua al igual que Ricardo Miguel Cavallo, Jorge el tigre Acosta, Adolfo Miguel Donda, Antonio Pernías y Jorge Rádice, entre otros.

## Antecedentes
Entre 1976 y 1983 se instaló en el poder en la Argentina una dictadura militar que tomó el nombre de Proceso de Reorganización Nacional. Durante este período se cometieron numerosas violaciones a los derechos humanos, que fueron registradas por primera vez oficialmente en 1984, una vez reinstalada la democracia, en el informe Nunca más realizado por la Comisión Nacional sobre la Desaparición de Personas (CONADEP).
En 1983 el presidente Raúl Alfonsín ordenó enjuiciar a tres de las cuatro juntas militares que dirigieron la dictadura militar, en un proceso conocido como el Juicio a las Juntas, que finalizó en 1985 con la condena de varios jerarcas militares, en un caso con pocos antecedentes en la historia mundial, principalmente contra los demás militares, policías y civiles, involucrados en los delitos de lesa humanidad comprobados. Sin embargo a partir de 1986, el presidente Alfonsín, presionado por las fuerzas armadas, promovió la sanción de las llamadas leyes de Punto Final y Obediencia Debida, que impidieron enjuiciar a la mayor parte de los criminales. A partir de 1989, el presidente Carlos Menem dictó una serie de decretos de amnistía liberando a los criminales que no habían sido alcanzados por las leyes antes citadas. En conjunto, esas normas han sido conocidas como las leyes de impunidad.
En 2003, el presidente Néstor Kirchner adoptó una agresiva política para anular las leyes de impunidad y reabrir las causas por violaciones a los derechos humanos.
En 2003 la Corte Suprema de Justicia declaró la imprescriptibilidad de los delitos de lesa humanidad (Fallos:327:2312) y la inconstitucionalidad de las leyes de punto final y obediencia debida (Fallos: 328:2056). Contemporánemente el Congreso Nacional declaró nulas esas leyes mediante la Ley 25.779.
De ese modo se abrieron o reabrieron las causas judiciales por violaciones de los derechos humanos cometidos durante el Proceso de Reorganización Nacional. En 2007 la Corte Suprema estableció que existían 289 causas, con unos 1000 procesos iniciados y con 556 personas procesadas (con sospecha de culpabilidad acreditada por semiplena prueba).
En algunos casos, las causas están reunidas en mega-causas debido a su interrelación por tratarse de delitos cometidos dentro de un mismo marco. En principio, las mega-causas no se elevan a juicio como un todo, sino por tramos, una vez que se van terminando las investigaciones.
Para los delitos federales, la Argentina tiene un procedimiento penal en dos etapas: una primera etapa de investigación o instrucción de los crímenes realizada por un juez, y una segunda etapa encargada del juicio propiamente dicho, a cargo de un tribunal oral integrado por tres jueces.

## La megacausa ESMA
La Megacausa ESMA agrupa 12 investigaciones diferentes, fue dividida en cuatro partes para su elevación a juicio.

### Primer juicio por la ESMA
- Tribunal Oral en lo Criminal Federal n.º 5
- Expedientes:
- Procesados: 1
- Víctimas: 4
- Testigos: 25

El juicio tuvo un solo imputado, el represor Héctor Febres por la participación en cuatro casos de privación ilegal de la libertad y tormentos durante su actuación en la ESMA. 

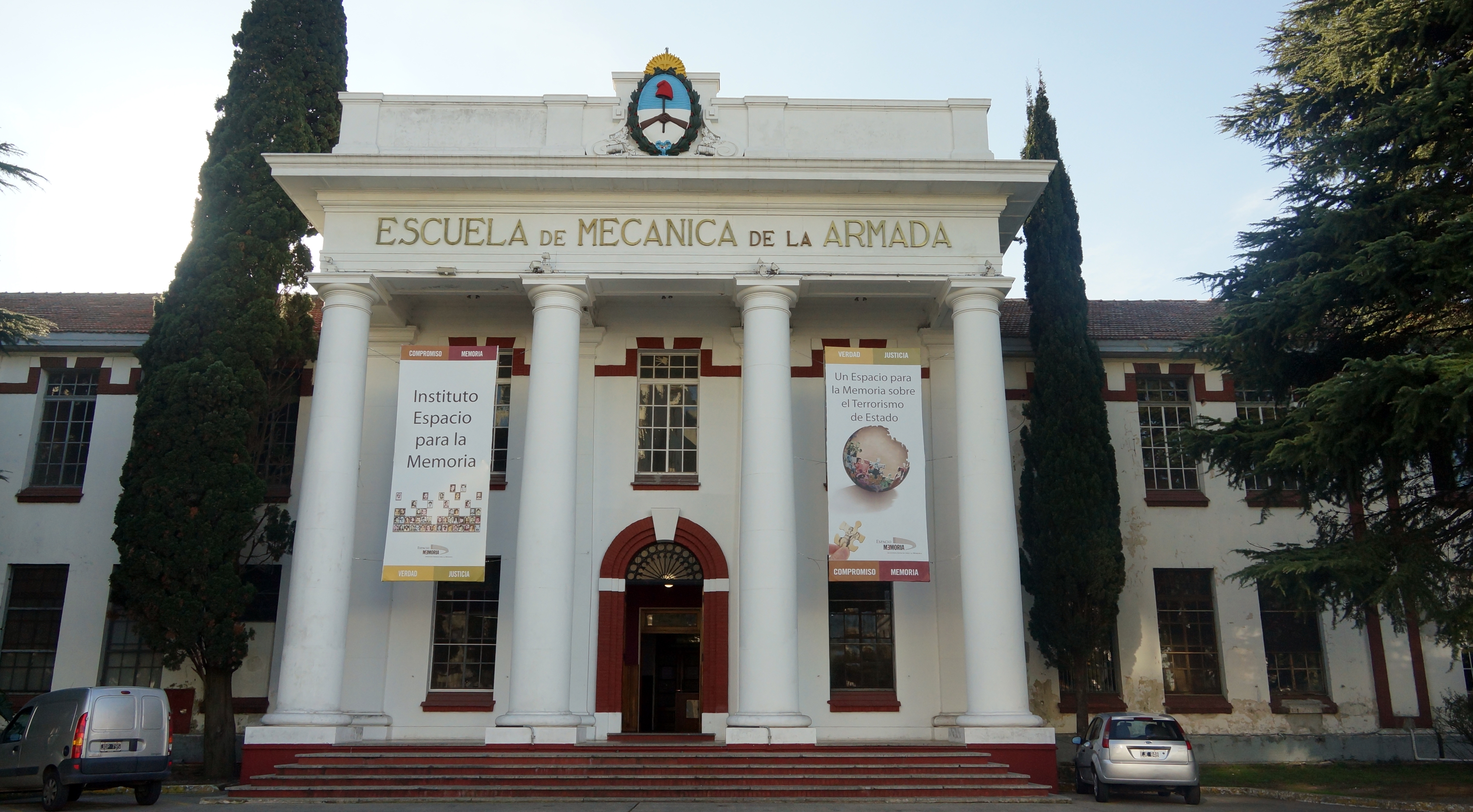
El frente de la ESMA.

Héctor Febres, también conocido como el Gordo Daniel o Selva, revistió en la ESMA como enlace entre la Prefectura Naval y la Armada. Durante ese tiempo participó de operativos de secuestro, aplicó la picana eléctrica entre otros tormentos, tenía a su cargo a los desaparecidos que eran reducidos a la servidumbre y era el responsable de los bebés que nacían en la maternidad clandestina que se había montado en ese centro de detención que se convirtió en el paradigma del terrorismo de Estado.
En diciembre de 1998 fue detenido en la causa sobre la apropiación sistemática de menores nacidos en cautiverio. El Tribunal Oral en lo Federal n.º 5, comenzó el juicio oral el 18 de octubre de 2007. El 22 de noviembre realizó su alegato la fiscalía y el 27 la defensa. El tribunal tenía previsto dictar el veredicto final el 14 de diciembre y una semana después daría a conocer los fundamentos de la sentencia. Cuatro días antes de su propia declaración ante el tribunal, apareció muerto en su celda con una gran dosis de cianuro.

#### Imputados
- Héctor Febres

#### Víctimas
- Carlos Gregorio Lordkipanidse, fue secuestrado el 18 de noviembre de 1978, al mismo tiempo que en zona cercana eran secuestrados por un lado su esposa Liliana Pellegrino con su hijito Rodolfo de 20 días de edad y su primo Cristian Colombo, y por otro su compañero Enrique Fukman. Todos ellos fueron llevados a la ESMA.
- Carlos Alberto García, secuestrado el 21 de octubre de 1977 en la localidad de Carapachay (Vicente López). Era obrero gráfico, y fue secuestrado por los represores Febres, Astiz, Acosta, Weber y Whamond -entre otros- y llevado a la ESMA donde fue privado ilegalmente de su libertad y donde permaneció detenido-desaparecido.
- Alfredo Margari, secuestrado el 17 de noviembre de 1977 cuando se dirigía a su trabajo. Era telefónico. Fue secuestrado en la vía pública, en presencia de su madre, su padre y un vecino. Fue llevado a la ESMA, al sector que los represores denominaban capucha (en el altillo del casino de oficiales).
- Josefa Arminda Prada de Oliveri, fue secuestrada de su casa estando embarazada de 4 meses junto con su esposo, Guillermo Oliveri, fueron llevados a la ESMA y permanecieron en situación de detenidos-desaparecidos durante una semana aproximadamente.

#### Testigos
- Carlos Alberto García, Alfredo Julio Margari, Josefa Prada de Oliveri, Carlos Gregorio Lordkipanidse, Víctor Basterra, Adriana Marcus, Miriam Lewin, Graciela Daleo, Ricardo Coquet, Guillermo Oliveri, María Amalia Larralde, Andrea Bello, Cristina Aldini, Carlos Muñoz, Lucrecia Etchaleco de Margari, María Milesi de Pisarello, Ángel Strazzeri, Enrique Fukman, Ana María Soffiatini, Ana María Marti, Elvio Héctor Vasallo, Ana María Isabel Testa, Mario Villani, Martín Gras, Lázaro Gladstein.

### Segundo juicio por la ESMA
- Tribunal Oral en lo Criminal Federal n.º 5
- Expedientes: n.º 1.270, n.º 1.275, n.º 1.277, n.º 1.278, n.º 1.298 y n.º 1.299
- Procesados: 19
- Víctimas: 86
- Testigos:

Desde el 11 de diciembre de 2009 se realizó el segundo juicio por los crímenes cometidos en este centro clandestino. Fueron juzgados 19 imputados, la mayoría de ellos personajes emblemáticos de la Armada, integrantes del Grupo de Tareas 3.3.2 de la ESMA.

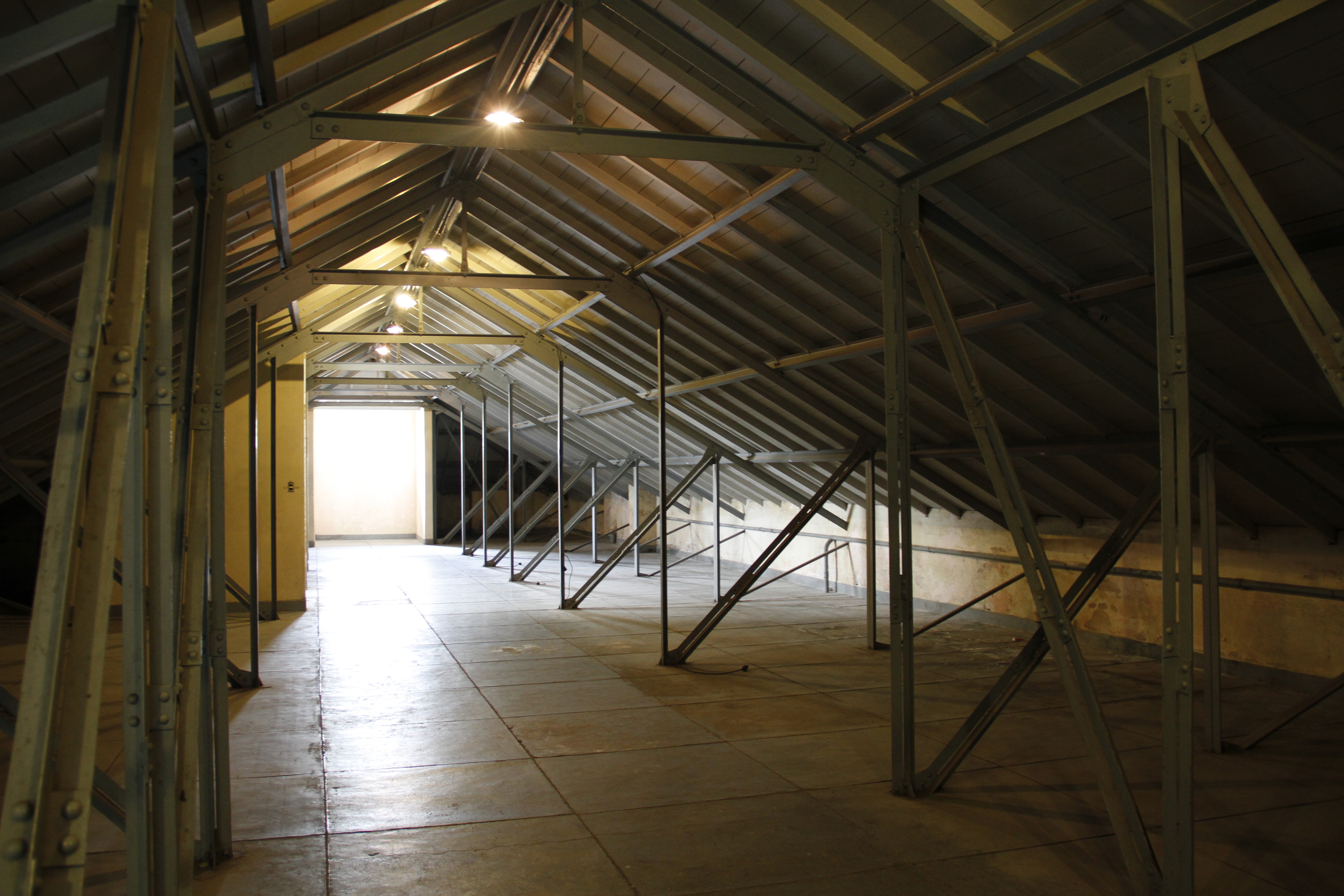
Capucha, el lugar destinado a los detenidos dentro del Ex Casino de Oficiales

El expediente se tramitó en cuatro partes separadas de la causa principal desde un principio. Se conocen como: "'Testimonios A", que nuclea las primeras actuaciones que se realizaron en la causa, retomando las investigaciones de los años 80; un pequeño número de hechos que se le imputan al capitán de fragata Adolfo Donda Miguel; uno similar al anterior pero que tiene por imputados al vicealmirante Oscar Montes y al capitán de corbeta Carlos Octavio Capdevilla; y, finalmente, el que nuclea hechos del año 1976. Es el primer tramo que retomó el juez federal Sergio Torres al reabrirse la investigación en 2003 una vez declaradas inconstitucionales dichas leyes por el Congreso y varios jueces federales. "Testimonios B", en donde se investigan los hechos ocurridos a un grupo de familiares de detenidos-desaparecidos y a algunas Madres de Plaza de Mayo que, junto con las monjas francesas Leonie Duquet y Alice Domon, se reunían en la Iglesia Santa Cruz. "Testimonios C", relativa al asesinato de Rodolfo Walsh, así como del robo de su obra inédita.
El 27 de octubre de 2011 el tribunal condenó a prisión perpetua a 14 imputados: Alfredo Astiz, Jorge Eduardo Acosta, Ricardo Cavallo, Oscar Antonio Montes, Antonio Pernías, Jorge Radice, Adolfo Donda, Raúl Scheller, Alberto González, Julio César Coronel, Ernesto Weber y Néstor Omar Savio. Juan Carlos Fotea, exsargento de la policía federal, fue condenado a 25 años de prisión; Carlos Capdevilla, por su parte, fue condenado a 20 años y Juan Antonio Azic a 18. Juan Carlos Rolón y Pablo García Velasco fueron absueltos, sin embargo debieron permanecer en prisión preventiva por estar vinculados a otras causas.

#### Imputados
- Jorge Eduardo Acosta (a) "El Tigre", como era conocido por los detenidos de la ESMA, fue el jefe de Inteligencia, y como tal, jefe del Grupo de tareas 3.3.2 de la ESMA. Capitán de Fragata retirado era conocido y recordado por los sobrevivientes por su sadismo en el trato con los detenidos-desaparecidos, a quienes esclavizaba y maltrataba y luego invitaba a cenar o a bailar a restoranes o discos de moda de la época.
- Alfredo Astiz, (a) "el Rubio" o "el Ángel" agente de inteligencia del Grupo de tareas 3.3.2, también conocido como Gustavo Niño, es mundialmente conocido por ser aquel quien se infiltró en la organización Madres de Plaza de Mayo, entre otros lugares, durante la dictadura, haciéndose pasar por hermano de un desaparecido. Logró la confianza de las Madres y sus allegados, y fue quien instrumentó el operativo en la Iglesia Santa Cruz que fue parte de este juicio. Teniente de Fragata dado de baja de la fuerza.
- Juan Azic (a) "Piraña", ayudante mayor de la Prefectura Naval Argentina, miembro del sector Operaciones del Grupo de tareas 3.3.2. En el centro de detención ESMA apropió a dos niñas nacidas en cautiverio. Contemporáneamente con la reapertura de las causas, y luego de que el Juez Baltasar Garzón solicitara su detención con fInés de extradición, intentó suicidarse infructuosamente. Pasó varios años detenido pero alojado en la Clínica San Jorge a causa de las heridas que el mismo se infringiera.
- Carlos Capdevilla (a) "Tomy", capitán de corbeta retirado, fue médico de la ESMA, y cumplió la función de asistir los partos en la maternidad clandestina que funcionó en dicho centro. Como Azic, también está involucrado en casos de apropiación de menores.
- Ricardo Cavallo, (a) "Serpico", "Marcelo" o "Miguel Ángel", fue integrante del sector Operaciones del Grupo de tareas 3.3.2. Fue detenido en el mes de agosto del año 2000 en México, y a partir de allí comenzó un lento proceso de extradición para que pudiera ser juzgado en el país, que finalmente se concretó con su llegada a la Argentina en marzo de 2008. Capitán de Corbeta retirado.
- Adolfo Donda Tigel (a) "Gerónimo", "Palito", "Chiche" o "Rubén Pellegrino", perteneció al sector de Inteligencia del Grupo de tareas 3.3.2. Capitán de Fragata retirado, debió llegar a juicio en el fallido proceso contra Héctor Febres en 2007, pero por demoras en una resolución de la CNCP su juzgamiento fue postergado hasta este juicio.
- Juan Fotea Dineri (a) "Lobo", sargento de la Policía Federal, es otro ejemplo de cooperación internacional entre estados para el juzgamiento de los responsables. Se encontraba prófugo hasta noviembre del año 2006, cuando fue detenido en España. Fue extraditado en enero de 2007 y detenido por la causa ESMA.
- Manuel Jacinto García Tallada, contraalmirante retirado de la Armada, ocupó el cargo de jefe del Estado Mayor del Comando de Operaciones Navales al momento de los hechos.
- Pablo García Velasco (a) "Dante", junto a su hermano Miguel Ángel –quien también es imputado en la causa pero no fue juzgado en este juicio– integró el Grupo de tareas 3.3.2. Capitán de corbeta retirado.
- Carlos Orlando Generoso (a) "Fragote", "Garrido" o "Agustín", fue parte del Grupo de tareas 3.3.2 como suboficial del Servicio Penitenciario Federal. Por razones de salud, se suspendió el proceso para este imputado.
- Alberto Eduardo González (a) "Gato" u "Oscar Paz Alara", capitán de corbeta retirado, también integrante del Grupo de tareas 3.3.2.
- Oscar Antonio Montes, vicealmirante de la Armada, llegó a ocupar el cargo de ministro de Relaciones Exteriores de la Nación.
- Antonio Pernías (a) "Trueno", "Rata" o "Martín". Su padre, un oficial superior de la Fuerza Aérea, facilitaba su casa-quinta ubicada en la localidad de Del Viso, provincia de Buenos Aires, como "casa operativa" del Grupo de tareas 3.3.2. Capitán de fragata retirado.
- Jorge Rádice (a) "Ruger". En calidad de agente de inteligencia, Radice integró el sector Logística de Grupo de tareas 3.3.2. Se retiró alcanzando el grado de teniente de fragata.
- Juan Carlos Rolón, capitán de fragata de la Armada, desde febrero de 1977 a marzo de 1978 cumplió funciones en la Base Naval Puerto Belgrano, en la localidad de Bahía Blanca, luego pasó a integrar el Grupo de tareas 3.3.2 de la ESMA.
- Néstor Savio (a) "Norberto" o "Halcón", fue integrante del sector Logística del Grupo de tareas 3.3.2 de la ESMA. Capitán de fragata retirado.
- Raúl Enrique Scheller (a) "Maríano", se retiró con el rango de capitán de navío.
- Ernesto Weber (a) "220", ex comisario de la Policía Federal Argentina, fue miembro del sector operaciones del Grupo de tareas 3.3.2.
- Julio César Coronel (a) "Maco", teniente coronel del Ejército, es uno de los miembros del grupo de tareas que demuestra la convergencia de oficiales de distintas armas en la ESMA.

Existieron imputados que se encontraban prófugos, eludiendo el accionar de la justicia, por lo que se encuentran con pedido de captura.
- Francisco Di Paola (a) "Chino", capitán de fragata de la Armada, el juzgado federal n.º 12, en el cual tramita la etapa de instrucción de la causa ESMA, a cargo del juez Sergio Torres, pide su detención en diciembre de 2008. A partir de ese momento se encuentra prófugo de la justicia.
- Roberto Oscar González (a) "Federico", "Fede" o "Gonzalito". Se trata de un subcomisario de la Policía Federal Argentina, integrante del Grupo de tareas 3.3.2 que se desempeñó como oficial principal de operaciones de la ESMA entre 1979 y 1980.
- Juan Carlos Linares, (a) "Gordo Juan Carlos", se desempeñó como suboficial de la Policía Federal Argentina, y también integró el Grupo de tareas 3.3.2.
- Pedro Osvaldo Salvia (a) "Angosto", también suboficial de la Policía Federal Argentina e integrante del GT, fue conocido también con los apodos de "Fernando" o "Lobo". Se encuentra prófugo desde octubre de 2005.
- Gonzalo Sánchez (a) "Chispa", oficial ayudante de la Prefectura Naval Argentina, integró el sector Operaciones del GT 3.3.2. También se encuentra prófugo desde octubre de 2005.
- Jorge Raúl Vildoza (a) "Gastón", fue jefe del Grupo de tareas 3.3.2 y se retiró con el rango de Capitán de Navío. Él y su esposa, Ana María Grimaldos, se profugaron en el año 1983 por un caso de apropiación de menores, ella fue encontrada y luego extraditada, recibió la pena de 6 años de prisión por partícipe necesaria en la apropiación de un menor de 10 años en el marco del terrorismo de Estado. Vildoza sumó un nuevo pedido de captura en 2003 por la causa ESMA. Es el prófugo más antiguo de la causa.

Estas personas se encuentran, de acuerdo a lo demostrado por determinados peritajes psiquiátricos o neurológicos, incapaces física y mentalmente de encarar un proceso penal.
- Ricardo Corbetta (a) "Matías" o "Biónico", este capitán de navío retirado fue integrante del sector Operaciones del Grupo de tareas 3.3.2. Con resolución de agosto de 2008, se supendió la acción penal en su contra por presunta incapacidad, que aún debe ser confirmada.
- José Néstor Estévez, contraalmirante retirado, fue segundo jefe de Operaciones del Estado Mayor General de la Armada. Estuvo procesado cumpliendo arresto domiciliario hasta junio del 2008, cuando fue declarado incapaz.
- Ramón Antonio Monje, suboficial retirado de la Armada, integrante del Grupo de tareas 3.3.2, fue parte de una serie de nuevas detenciones que se dieron durante el 2008, pero fue posteriormente liberado por incapacidad.
- Sergio Tabano (a) "Fatiga", cabo de la Armada, también integrante del Grupo de tareas 3.3.2 Fue declarado incapaz por resolución de junio de 2008.

En la causa también se involucran a personal que ya ha fallecido. Ellos son:
- Jorge Isaac Anaya, falleció a los 81 años de edad, el 9 de enero de 2008. Anaya participó del golpe militar que derrocó al general Juan Domingo Perón en 1955, con el grado de Teniente de Navío. También fue jefe de la Armada durante la Guerra de Malvinas. Desde noviembre de 2006 se encontraba detenido por la causa ESMA, iba a declarar, pero sufrió un ataque cardíaco en el Edificio Libertad, donde esperaba para ser trasladado a Tribunales, y la indagatoria se suspendió. Nunca se recuperó para enfrentar un juicio.
- Adolfo Mario Arduino, Capitán de Fragata de la Armada, se desempeñó como Jefe de Personal de la ESMA desde el año 1976. De acuerdo a lo declarado por Adolfo Scilingo, dio la orden para el primer vuelo de la muerte que se realizó, en el cual se arrojaron al mar detenidos de la ESMA. Falleció a fInés de 1997, y a los pocos meses se encontraron cuentas bancarias en Suiza a su nombre con un saldo de 73.000 dólares.
- Humberto José Barbuzzi, Vicealmirante retirado, hasta mediados de 1977 y con el grado de Contraalmirante fue Secretario General Naval. Tuvo un papel destacado en el organigrama de la represión. Llegó a actuar como Jefe de Operaciones del Estado Mayor General de la Armada en reemplazo del Contralmirante José Néstor Estévez.
- Juan Lorenzo Barrionuevo (a) "Jeringa", falleció el 29 de febrero de 2008. Barrionuevo fue el enfermero de la ESMA quién curaba las heridas de las víctimas de tortura. Confesó haber participado en los vuelos de la muerte, inyectando la droga pentonaval antes de arrojar las víctimas al mar, y también empujando los cuerpos desde el aire. Luego de la represión, se presentó como candidato a legislador de Tierra del Fuego y fue elegido. Pero fue impugnado de su cargo al ser reconocido por el sobreviviente Víctor Basterra a través de una entrevista en televisión. Falleció tiempo antes de que comenzara el juicio oral y público.
- Rubén Chamorro (a) "Delfín", Vicealmirante retirado de la Armada, fue director de la ESMA durante los primeros años de la dictadura y el responsable directo del Grupo de tareas 3.3.2.
- Horacio Estrada (a) "Humberto", Capitán de Navío retirado, jefe del Grupo de tareas 3.3.2, no llegó a estar imputado en la causa, pues su cuerpo apareció con un balazo en la cabeza en su departamento, el 25 de agosto de 1998. Estaba también involucrado en tráfico de armas.
- Héctor Febres (a) "Selva", el 10 de diciembre de 2007 fue encontrado el cadáver de Héctor Febres, a días de conocerse la sentencia del Tribunal Oral Federal n.º 5, quién estaba juzgando al ex prefecto por la tortura de cuatro víctimas de la ESMA. Febres se encontraba detenido en una habitación privada en dependencias de Prefectura de Zona Delta, gozando de condiciones de detención privilegiadas. Al día de hoy, existen dudas respecto de si se trató de un suicidio o un asesinato.
- Armando Lambruschini, murió a los 80 años, en agosto de 2004. Como miembro de la Segunda junta de Comandantes en Jefe de la dictadura militar, fue encontrado culpable de 35 casos probados de secuestro y 10 de torturas reiteradas durante juicio a las juntas militares. En 1994, el juez Óscar Garzón Funes le obligó, igual que a Emilio Massera y al Estado, a indemnizar en un millón de pesos a Daniel Tarnopolsky, cuya familia entera desapareció tras ser secuestrada y trasladada a la ESMA.
- Gustavo Alberto Lynch Jones, hermano de Ricardo Lynch Jones, quien fue detenido en marzo de 2008, acusado de haberse desempeñado en 1977 con el alias “Panceta” como voluntario del Grupo de tareas 3.3.2. En aquel entonces, Ricardo – quien está hoy procesado en la causa – declaró que quien actuó en la ESMA no fue él sino su hermano Gustavo Alberto, acusado de participar en vuelos de la muerte y fallecido hace más de veinte años.
- Emilio Eduardo Massera, Miembro de la primera junta de gobierno junto a Jorge Rafael Videla y a Orlando Agosti, el Almirante Massera fue el responsable de la represión llevada adelante por la Armada Argentina durante la última dictadura militar, y fue el mentor del “proyecto de recuperación” al que se sometió a los detenidos de la ESMA, quienes recuerdan haberlo visto en el centro clandestino. Fue juzgado en ausencia en Italia. En este juicio fue declarado incapaz física y mentalmente luego que en diciembre de 2002 tuviese un estallido de un aneurisma cerebrovascular. En noviembre de 2010 murió a los 85 años como consecuencia de un paro cardiorrespiratorio.
- Luis María Mendía, Vicealmirante, excomandante de Operaciones Navales, murió en mayo del 2007, mientras cumplía prisión domiciliaria por su responsabilidad en la causa. Según las confesiones del marino Adolfo Scilingo al periodista Horacio Verbitsky, fue quien ordenó la desaparición de alrededor de 800 detenidos en los "vuelos de la muerte".
- Roberto Naya (a) "Paco", oficial del Servicio Penitenciario Federal. También cumplió funciones en el centro clandestino de detención "El Vesubio". Murió en extrañas circunstancias luego de ser baleado en un asalto en diciembre de 1999. En aquel entonces, era jefe de seguridad de una empresa llamada Transportes Vidal.
- Carlos José Pazo, (a) "León" o "Parra", murió el 27 de agosto de 2008, mientras se encontraba detenido en el Complejo Penitenciario de Marcos Paz. Se retiró con el rango de Capitán de Navío.
- Jorge Enrique Perren (a) "Puma", Capitán de Navío retirado, fue jefe del sector Operaciones del GT 3.3.2. Cumplió esta función entre el 12 de julio de 1976 y el 26 de marzo de 1977 y desde abril de 1978 hasta octubre del mismo año. Confesó ante el juez de instrucción Torres haber ordenado el secuestro de una persona que luego fue desaparecido.
- Fernando Peyon (a) "Gerardo", "Giba", "Eugenio", "Quasimodo" o "Eveready". Fue miembro del GT hasta marzo de 1980. Luego, vuelve como subjefe de Operaciones del GT a principios de 1982, hasta abril de 1983. Participó en el secuestro de Víctor Basterra y su familia. Según Basterra, Azic y el marino Fernando Enrique Peyón trabajaban años más tarde en una agencia de seguridad privada propiedad del empresario Alfredo Yabrán "que se llamaba Brides, por brigadas de la ESMA".
- Francis Whamond (a) "Pablo", a los 46 años se encontraba retirado del servicio con el rango de Capitán de Fragata, pero en 1976, luego del golpe, decidió regresar al servicio "por vocación". Es así que pasó a integrar el sector de Inteligencia del GT. Murió en diciembre del 2002 de un aneurisma abdominal. Se encontraba procesado por los crímenes cometidos en la ESMA.
- Enrique Yon (a) "Cobra", se desempeñó como jefe del Grupo de tareas 3.3.2 de la ESMA, y también actuó en Centro Piloto de París, creado para mejorar la imagen de la dictadura argentina en el exterior, para detectar y secuestrar o eliminar exiliados argentinos en Europa.

#### Víctimas
- "Testimonios A"

Alberto Ahumada, Alejandra Margarita Lepido, Alejandro Monforte, Alfredo Julio Margari, Alicia Elisa Tokar, Ana María Isabel Testa, Ana María Martí, Andrés Ramón Castillo, Ángel Strazzeri, Ariel Aisemberg, Arnaldo Rodolfo Gremico, Arturo Osvaldo Barros, Carlos A. García, Carlos Eduardo Figueredo Ríos, Carlos Gregorio Lordkipanidse, Carlos Muñoz, Carlos Oscar Loza, Daniel Marcelo Schappira, Edmundo Ramón Landín, Enrique Mario Fukman, Felisa Violeta María Wagner de Galli, Francisco Jalics, Graciela Alcira Fidalgo, Graciela Beatriz Daleo, Guillermo Olivieri, Héctor Guelfi, Hugo César Bogarin, Jorge Caffati, José María Salgado, Josefa Prada de Olivieri, Lázaro Jaime Gladstein, Lila Víctoria Pastoriza, Lisandro Raúl Cubas, Luis Alberto Vázquez, Luis Daniel Aisemberg, Marcelo Camilo Hernández, María Alicia Milia de Pirles, María Amelia Larralde, María Cristina Lennie, María Elisa Hachamann de Landín, María Eva Bernst de Hansen, María Inés Imaz de Allende, María Laura Tacca de Ahumada, Maríanela Galli, Mario Guillermo Enrique Galli, Martín Tomás Gras, Nilda Noemí Actis Goretta, Nilva Zucarino de Lennie, Orlando Virgilio Yorio, Oscar Alberto Repossi, Osvaldo Rubén Cheula, Patricia Teresa Flynn, Ricardo Héctor Coquet, Rodolfo Luis Picheni, Sandra Lennie de Osuna, Santiago Lennie, Sara Solarz de Osatinsky, Silvia Labayrú de Lennie, Silvia Wikinsky, Susana Beatriz Leiracha de Barros, Thelma Jara de Cabezas, Víctor Aníbal Fatala, Víctor Melchor Basterra, Adolfo Miguel Donda, María Elsa Garreiro Martínez, Enrique Ardetti, Enrique Mario Fuckman, Fernando Brodsky, Graciela Alberti, José Luis Hazán/Josefina Villaflor, Juan Carlos Anzorena, Juan Carlos Chiaravale, Raimundo Aníbal Villaflor, Susana Beatriz Leiracha de Barros, Thelma D. Jara de Cabezas, Víctor Melchor Basterra, Oscar Antonio Montes, Sergio Martín Bejerman, Laura Alicia Reboratti, Carlos Antonio Capdevilla y Thelma Doroty Jara de Cabezas
- "Testimonios B"

Alicia Ana María Juana Domon, Ángela Auad, Azucena Villaflor de De Vicenti, Eduardo Gabriel Horane, Horacio Aníbal Elbert, José Julio Fondevilla, María Esther Ballestrino de Careaga, María Eugenia Ponce de Bianco, Patricia Cristina Oviedo, Raquel Bullit, Remo Carlos Berardo y Reneé Leonnie Duquet
- "Testimonios C"

Rodolfo Walsh

#### Testigos
Amalia Larralda, Laura Villaflor, Celeste Hazan, Patricia Walsh, Alicia Tokar, Nora Elbert, Enrique Fukman, Carlos Muñoz, Ana María Careaga, Ester Ballestrino de Careaga, Fernando Brodsky, Graciela Daleo, Víctor Basterra, Alfredo Margari, Ana María Testa, Nilda Noemí Actis Gorreta, Alfredo Margari, Josefa Prada de Olivieri, Carlos Lorkipanidse, María Eva Bernt, Josefina Gandolfi de Salgado, Carlos Eduardo Figueredo Ríos, Víctor Aníbal Fatala, Laura Reborrati, Horacio Peralta, Luis Salvador Bianco, Osvaldo Rubén Cheula, Silvia Wikinski, Carlos García, Maríanela Galli, Lilia Ferreyra, François Cheron, Esther Careaga, Silvia Labayru, Cecilia Vázquez de Lutzky, Susana Granica, Daniel Oscar Oviedo, Liliana Marcela Pellegrino, Sara Solarz de Osatinsky, Alfredo Rodolfo Chiaravalle, Pilar Calveiro, Mercedes Carazzo, Mario Villani, Alfredo Buzzalino, Patricia de Chonchol, Ana María Marti, Alicia Milia de Pirles, Armando Rodolfo Gremico, Alberto Girando, Rodolfo Luis Picheni, Oscar Alberto Repossi, Zulema Gladis Gazzerro, Mónica Galli, Rubén Darío Martínez, Andrés Castillo, Lila Pastoriza, Beatriz Aisemberg, Miriam Lewin, Héctor Piccini, Norma Cozzi, Adriana Bello, Lisandro Cubas, Rosario Quiroga, Ana María Malharro, Luisa Graciela Salgado, Julio César Urien Trotz, Ricardo Coquet, Adriana Clemente, Marta Remedios Álvarez, Graciela García, Martín Gras, Laura Iadlis, Dora Laura Seoane, Claudia Ramírez, Bettina Ruth de Erenhus, Consuelo Eufemia Orellano, Fernando Kron, Carlos Loza, Adriana Marcus, Celina Rodríguez, Ricardo Hazan, Oscar Rizzo, Marcelo Ardeti, Lidia Vieyra, Silvia Vieyra, Eustaquio Galeano, Daniel Cabezas, Alicia Chiaravalle, Horacio Cieza, Patricia Beatriz Monforte, Beatriz Irma Ortiz de Monforte, entre otros.

#### Condenas
- Jorge Eduardo Acosta, fue condenado a prisión perpetua, inhabilitación absoluta y perpetua por privación ilegítima de la libertad doblemente agravado por su carácter de funcionario público y por haber sido cometida con violencia, reiterado en doce (12) oportunidades; imposición de tormentos, agravado por la condición de perseguido político de la víctima, reiterado en doce (12) oportunidades; homicidio triplemente calificado por haber sido cometido con alevosía, con el concurso premeditado de dos o más personas y para procurar su impunidad, reiterado en doce (12) oportunidades; privación ilegítima de la libertad triplemente agravada por su carácter de funcionario público, por haber sido cometida con violencia y por haber durado más de un mes, reiterada en ocho (8) oportunidades; imposición de tormentos, agravado por la condición de perseguido político de la víctima, reiterado en ocho (8) oportunidades; homicidio doblemente calificado por haber sido cometido con alevosía y con el concurso premeditado de dos o más personas; robo doblemente agravado por haber sido cometido con armas y en lugar poblado y en banda; y robo agravado en poblado y en banda.
- Alfredo Astiz, fue condenado a prisión perpetua, inhabilitación absoluta y perpetua por privación ilegítima de la libertad doblemente agravado por su carácter de funcionario público y por haber sido cometida con violencia, reiterado en doce (12) oportunidades; imposición de tormentos agravado por la condición de perseguido político de la víctima, reiterado en doce (12) oportunidades; homicidio calificado por haber sido cometido con alevosía, con el concurso premeditado de dos o más personas y para procurar su impunidad, reiterado en doce (12) oportunidades; privación ilegítima de la libertad triplemente agravada por su carácter de funcionario público, por haber sido cometida con violencia y por haber durado más de un mes, reiterado en cinco (5) oportunidades; imposición de tormentos agravada por la condición de perseguido político de la víctima, reiterada en cinco (5) oportunidades; homicidio doblemente calificado por haber sido cometido con alevosía y con el concurso premeditado de dos o más personas; robo doblemente agravado por haber sido cometido con armas y en lugar poblado y en banda; y robo agravado en poblado y en banda.
- Juan Azic, fue condenado a 18 años de prisión, inhabilitación absoluta y perpetua por privación ilegítima de la libertad triplemente agravada por su carácter de funcionario público, por haber sido cometido con violencia y por haber durado más de un mes, reiterada en tres (3) oportunidades; e imposición de tormentos agravado por la condición de perseguido político de la víctima, reiterado en tres (3) oportunidades.
- Carlos Capdevilla, fue sentenciado a 20 años de prisión, inhabilitación absoluta y perpetua por privación ilegítima de la libertad triplemente agravado por su carácter de funcionario público, por haber sido cometido con violencia y por haber durado más de un mes, reiterado en cuatro (4) oportunidades; e imposición de tormentos, agravado por la condición de perseguido político de la víctima, reiterado en cuatro (4) oportunidades.
- Ricardo Cavallo, fue sentanciado a prisión perpetua, inhabilitación absoluta y perpetua por privación ilegítima de la libertad doblemente agravado por su carácter de funcionario público y por haber sido cometida con violencia, reiterado en doce (12) oportunidades; imposición de tormentos agravado por la condición de perseguido político de la víctima, reiterado en doce (12) oportunidades; homicidio triplemente calificado por haber sido cometido con alevosía, con el concurso premeditado de dos o más personas y para procurar su impunidad, reiterado en doce (12) oportunidades; homicidio doblemente calificado por haber sido cometido con alevosía y con el concurso premeditado de dos o más personas;  robo doblemente agravado por haber sido cometido con armas y en lugar poblado y en banda; y robo agravado en poblado y en banda.
- Julio César Coronel, fue condenado a prisión perpetua, inhabilitación absoluta y perpetua por privación ilegítima de la libertad doblemente agravada por su carácter de funcionario público y por haber sido cometida con violencia, reiterado en doce (12) oportunidades; imposición de tormentos agravado por la condición de perseguido político de la víctima, reiterado en doce (12) oportunidades; y homicidio triplemente calificado por haber sido cometido con alevosía, con el concurso premeditado de dos o más personas y para procurar su impunidad, reiterado en doce (12) oportunidades.
- Adolfo Donda Tigel, fue sentanciado a prisión perpetua, inhabilitación absoluta y perpetua por privación ilegítima de la libertad doblemente agravado por su carácter de funcionario público y por haber sido cometido con violencia; homicidio doblemente agravado por sevicias graves constitutivas del ensañamiento y por el concurso premeditado de dos o más personas; privación ilegítima de la libertad triplemente agravado por su carácter de funcionario público, por haber sido cometido con violencia y por haber durado más de un mes, reiterado en dieciocho (18) oportunidades; e imposición de tormentos agravado por la condición de perseguido político de la víctima reiterado en dieciocho (18) oportunidades.
- Juan Fotea Dineri, fue condenado a 25 años de prisión, inhabilitación absoluta y perpetua por privación ilegítima de la libertad doblemente agravado por su carácter de funcionario público y por haber sido cometido con violencia, reiterado en doce (12) oportunidades; imposición de tormentos agravado por la condición de perseguido político de la víctima, reiterado en doce (12) oportunidades; homicidio triplemente calificado por haber sido cometido con alevosía, con el concurso premeditado de dos o más personas y para procurar su impunidad, reiterado en doce (12) oportunidades; homicidio doblemente calificado por haber sido cometido con alevosía y con el concurso premeditado de dos o más personas;  robo doblemente agravado por haber sido cometido con armas y en lugar poblado y en banda; y robo agravado en poblado y en banda.
- Manuel Jacinto García Tallada, fue condenado a 25 años de prisión, inhabilitación absoluta y perpetua por privación ilegítima de la libertad doblemente agravado por su carácter de funcionario público y por haber sido cometida con violencia, reiterada en trece (13) oportunidades; imposición de tormentos agravado por la condición de perseguido político de la víctima, reiterada en doce (12) oportunidades; y privación ilegítima de la libertad triplemente agravado por su carácter de funcionario público, por haber sido cometida con violencia y por haber durado más de un mes, en concurso real con el delito de imposición de tormentos agravado por la condición de perseguido político de la víctima, reiterada en once (11) oportunidades.
- Pablo García Velasco, fue absuelto, pero no fue puesto en libertad en el marco de las causas n.º 1.286/1.381, 1.492 y 1.510.
- Alberto Eduardo González, fue condenado a prisión perpetua, inhabilitación absoluta y perpetua por privación ilegítima de la libertad doblemente agravado por su carácter de funcionario público y por haber sido cometida con violencia, reiterado en doce (12) oportunidades; imposición de tormentos agravado por la condición de perseguido político de la víctima, reiterado en doce (12) oportunidades; y homicidio triplemente calificado por haber sido cometido con alevosía, con el concurso premeditado de dos o más personas y para procurar su impunidad, reiterado en doce (12) oportunidades.
- Oscar Antonio Montes, fue condenado a prisión perpetua, inhabilitación absoluta y perpetua por privación ilegítima de la libertad doblemente agravada por su carácter de funcionario público y por haber sido cometida con violencia, reiterada en catorce  (14) oportunidades; imposición de tormentos agravada por la condición de perseguido político de la víctima reiterada en catorce (14) oportunidades; privación ilegítima de la libertad triplemente agravada por su carácter de funcionario público, por haber sido cometida con violencia y por haber durado más de un mes, reiterada en diecinueve (19) oportunidades; imposición de tormentos agravada por la condición de perseguido político de la víctima reiterada en diecinueve (19) oportunidades; homicidio triplemente calificado por haber sido cometido con alevosía, con el concurso premeditado de dos o más personas y para procurar su impunidad; y homicidio preterintencional.
- Antonio Pernías, fue sentenciado a cumplir prisión perpetua, inhabilitación absoluta y perpetua por privación ilegítima de la libertad doblemente agravado por su carácter de funcionario público y por haber sido cometida con violencia, reiterado en doce (12) oportunidades; imposición de tormentos, agravado por la condición de perseguido político de la víctima, reiterado en doce (12) oportunidades; homicidio triplemente calificado por haber sido cometido con alevosía, con el concurso premeditado de dos o más personas y para procurar su impunidad; privación ilegítima de la libertad triplemente agravada por su carácter de funcionario público, por haber sido cometida con violencia y por haber durado más de un mes; homicidio doblemente calificado por haber sido cometido con alevosía y con el concurso premeditado de dos o más personas; robo doblemente agravado por haber sido cometido con armas y en lugar poblado y en banda; y robo agravado en poblado y en banda.
- Jorge Rádice, fue condenado a prisión perpetua, inhabilitación absoluta y perpetua por privación ilegítima de la libertad doblemente agravado por su carácter de funcionario público y por haber sido cometida con violencia, reiterado en doce (12) oportunidades; imposición de tormentos, agravado por la condición de perseguido político de la víctima, reiterado en las doce (12) oportunidades; homicidio triplemente calificado por haber sido cometido con alevosía, con el concurso premeditado de dos o más personas y para procurar su impunidad, reiterado en doce (12) oportunidades; robo doblemente agravado por haber sido cometido con armas y en lugar poblado y en banda; robo agravado en poblado y en banda; y homicidio doblemente calificado por haber sido cometido con alevosía y con el concurso premeditado de dos o más personas.
- Juan Carlos Rolón, fue absuelto por las causas de este juicio, pero no fue puesto en libertad en el marco de las causas n.º 1.282, 1.286/1.381, 1.349. 1.492 y 1.510.
- Néstor Savio,  fue condenado a prisión perpetua, inhabilitación absoluta y perpetua por privación ilegítima de la libertad doblemente agravado por su carácter de funcionario público y por haber sido cometida con violencia, reiterado en doce (12) oportunidades; imposición de tormentos agravado por la condición de perseguido político de la víctima, reiterado en doce (12) oportunidades; y homicidio triplemente calificado por haber sido cometido con alevosía, con el concurso premeditado de dos o más personas y para procurar su impunidad, reiterado en doce (12) oportunidades.
- Raúl Enrique Scheller, fue condenado a prisión perpetua, inhabilitación absoluta y perpetua por privación ilegítima de la libertad doblemente agravado por su carácter de funcionario público y por haber sido cometida con violencia, reiterado en doce (12) oportunidades; imposición de tormentos agravado por la condición de perseguido político de la víctima, reiterado en doce (12) oportunidades; homicidio triplemente calificado por haber sido cometido con alevosía, con el concurso premeditado de dos o más personas y para procurar su impunidad, reiterado en doce (12) oportunidades;privación ilegítima de la libertad triplemente agravada por su carácter de funcionario público, por haber sido cometida con violencia y por haber durado más de un mes, reiterada en siete (7) oportunidades; e imposición de tormentos agravado por la condición de perseguido político de la víctima, reiterada en siete (7) oportunidades.
- Ernesto Weber, fue sentenciado a prisión perpetua, inhabilitación absoluta y perpetua por privación ilegítima de la libertad doblemente agravado por su carácter de funcionario público y por haber sido cometida con violencia, reiterado en doce (12) oportunidades; imposición de tormentos gravado por la condición de perseguido político de la víctima, reiterado en doce (12) oportunidades; homicidio triplemente calificado por haber sido cometido con alevosía, con el concurso premeditado de dos o más personas y para procurar su impunidad, reiterado en doce (12) oportunidades; homicidio doblemente calificado por haber sido cometido con alevosía y con el concurso premeditado de dos o más personas;  robo doblemente agravado por haber sido cometido con armas y en lugar poblado y en banda; y robo agravado en poblado y en banda.

### Tercer juicio por la ESMA
- Tribunal Oral en lo Criminal Federal n.º 5
- Requerimientos de elevación a juicio (tramos de causas): 13.[10]
- Procesados: 67. Del total inicial, 13 acusados no llegaron a ser juzgados (unos fallecieron y otros fueron apartados por razones de salud). Al momento de la sentencia, el 29 de noviembre de 2017, los imputados eran 54.
- Víctimas: 789
- Testigos: 830
- Absoluciones: 6
- Condenas: 48

El 28 de noviembre de 2012 el Tribunal Oral y Federal N.º 5 comenzó el tercer juicio por delitos de lesa humanidad cometidos en la ESMA. En este juicio fueron investigados los casos de 789 víctimas. Desde que se reabrieron las investigaciones judiciales en 2003, comenzaron las investigaciones de los crímenes cometidos durante la dictadura cívico militar. Por primera vez, llegaron a juicio los pilotos de los “vuelos de la muerte”.
En julio de 2015 empezaron los alegatos. En febrero de 2016 comenzaron los alegatos de las querellas.
En este juicio quedaron probadas las relaciones entre la cancillería y el grupo de tareas de la ESMA, la participación del GOEA (Grupo de Operaciones Especiales de la Armada), la incorporación al GT3.3 de adscriptos al JEIN (Jefatura de Inteligencia Naval) y la existencia del COPESE (Comisión Permanente de Asuntos Especiales o de Estudios Especiales), entre otros aspectos relevantes. Por otro lado, la gran cantidad de casos que formaron parte del objeto procesal permitió probar el accionar del grupo de tareas a gran escala, en la persecución de militantes políticos. Este juicio permitió reconstruir las caídas en cadena de las agrupaciones políticas, sociales, estudiantiles, gremiales.
El 29 de noviembre de 2017 el Tribunal dictó la sentencia absolviendo a los procesados Juan Alemann, Julio Poch, Sisul Hess, Rubén Ormello, Ricardo Lynch Jones y Roque Martello, condenando a 29 procesados a penas perpetuas y a 19 procesados a penas de diversa duración.

###### Imputados
- Randolfo Luis Agusti Scacchi, capitán de Navío retirado de la Armada Argentina. Estuvo destinado en la ESMA entre el 10 de enero y el 12 de abril de 1977, según consta en su legajo de servicios. Cumplió tareas de Inteligencia en la ESMA. Está imputado por los casos de más de 60 víctimas. Está acusado de los delitos de coautor de la privación ilegal de la libertad y la aplicación de violencia, partícipe necesario de homicidios, retención, sustracción y ocultación de menores de 10 años de edad, delitos agravados por su condición de funcionario público.
- Juan Ernesto Alemann, exsecretario de Hacienda de la Nación entre 1976 y 1981. "Se le imputa el suceso que protagonizó a mediados del año 1980, cuando concurrió a la Escuela de Mecánica de la Armada en calidad de Secretario de Hacienda de la Nación, a efectos de tomar contacto con Orlando Antonio Ruíz, quien se encontraba privado ilegítimamente de su libertad en ese centro clandestino de detención”. Está acusado de los delitos de coautor de la privación ilegal de la libertad y la aplicación de violencia. No tiene prisión preventiva, por lo que está excarcelado durante el juicio. Es uno de los dos civiles que están siendo juzgados en este debate
- Juan Arturo Alomar, Capitán de Fragata retirado de la Armada Argentina. En su declaración indagatoria en la etapa de instrucción de la causa reconoció haber estado en la ESMA desde febrero hasta diciembre de 1979. Está imputado por los casos de más de 150 víctimas. Está acusado de los delitos de coautor de la privación ilegal de la libertad y la aplicación de violencia, partícipe necesario de homicidios, retención, sustracción y ocultación de menores de 10 años de edad, delitos agravados por su condición de funcionario público.
- Paulino Oscar Altamira, (a) “Alfredo” y “Tamborín”, suboficial principal retirado de la Armada Argentina. Según su foja de servicios, estuvo destinado a la ESMA desde el 31/12/1979. Según su legajo personal de la Armada, estuvo destinado a la ESMA entre el 28/4/1980 y el 15/11/1983, como guardia militar. Está imputado por los casos de más de 20 víctimas. Está acusado de los delitos de coautor de la privación ilegal de la libertad y la aplicación de violencia, partícipe necesario de homicidios, retención, sustracción y ocultación de menores de 10 años de edad, delitos agravados por su condición de funcionario público.
- Mario Daniel Arrú,  piloto comercial, dado de baja de la Prefectura naval Argentina. Integró la DAVI (División de Aviación de la Prefectura Naval). Fue jefe de la oficina de Guardia y Seguridad desde el 1.º de enero hasta el 31 de diciembre de 1976, según consta en su legajo de conceptos. En la planilla de vuelos del mismo legajo consta que realizó vuelos durante el año 1976 (excepto noviembre), durante 1977 (excepto marzo) y en el primer semestre de 1978. Está imputado en la causa por los vuelos de la muerte. Está siendo juzgado por los casos de 50 víctimas. Está acusado de los delitos de coautor de la privación ilegal de la libertad y la aplicación de violencia, partícipe necesario de homicidios, retención, sustracción y ocultación de menores de 10 años de edad, delitos agravados por su condición de funcionario público. El piloto de Prefectura Naval fue condenado a la pena de reclusión perpetua por su actuación como piloto del vuelo de la muerte de fecha 14 de diciembre de 1977.[17] Su participación consistió  pilotear el vuelo que produjo la muerte de las monjas francesas Loenie Duqet y Alice Domon y del Grupo Santa Cruz.[18]
- Alfredo Astiz, excapitán de Fragata de la Armada Argentina. Es una de las caras más conocidas del terrorismo de Estado, debido a su participación desde el Grupo de Tareas 3.3.2 de la ESMA. Recibió una fuerte condena social por haberse infiltrado en el grupo de las fundadoras de Madres de Plaza de Mayo y familiares de desaparecidos, para organizar el secuestro y desaparición de 12 de ellos.  El 26 de octubre de 2011, el Tribunal Oral y Federal N.º 5 de la Ciudad Autónoma de Buenos Aires, lo condenó a la pena de prisión perpetua, sentencia que cumple en el Penal de Marcos Paz. Está siendo juzgado por los casos de más de 300 víctimas. Está acusado de los delitos de privación ilegal de la libertad, aplicación de tormentos, homicidio, retención, sustracción y ocultación de menores de 10 años de edad, delitos agravados por su condición de funcionario público.
- Daniel Humbero Baucero, suboficial Mayor retirado de la Armada Argentina. Integró el Grupo de Tareas 3.3.2, desde el sector de “Inteligencia”. Está imputado por los casos de más de 40 víctimas, acusado de los delitos de coautor de la privación ilegal de la libertad y la aplicación de violencia, partícipe necesario de homicidios, retención, sustracción y ocultación de menores de 10 años de edad, delitos agravados por su condición de funcionario público.
- Julio César Binotti, oficial retirado de la Armada Argentina. Estuvo destinado a la Escuela de Oficiales de la Armada desde el 27/7/1981 hasta el 8/12/1982, desde la cual cumplió funciones en la Jefatura de Inteligencia del Estado Mayor General de la Armada (EMGA) hasta el 1/12/1983. En su legajo de concepto también consta que entre el 8/12/1982 y 30/6/1983 se desempeñó como 2.º Jefe de Operaciones del EMGA y desde el 30/6/1983 y el 6/12 de ese año cumplió funciones como Jefe de Sección de esa Jefatura. Está imputado por los casos de 7 víctimas. Está acusado de los delitos de coautor de la privación ilegal de la libertad y la aplicación de tormentos, delitos agravados por su condición de funcionario público.
- Víctor Francisco Cardo, (a) “Pedro” y “Morrón”, suboficial Mayor retirado de la Armada Argentina. Integró el Grupo de Tareas 3.3.2 de la ESMA. Está imputado por los casos de más de 300 víctimas. Está acusado de los delitos de coautor de la privación ilegal de la libertad y la aplicación de violencia, partícipe necesario de homicidios, retención, sustracción y ocultación de menores de 10 años de edad, delitos agravados por su condición de funcionario público.
- Rodolfo Oscar Cionchi, Capitán de Navío retirado de la Armada Argentina. Integró el Grupo de Tareas 3.3.2, desde el sector de “Operaciones”. Está imputado por los casos de 7 víctimas. Está acusado de los delitos de coautor de la privación ilegal de la libertad y la aplicación de violencia, partícipe necesario de homicidios, delitos agravados por su condición de funcionario público.
- Miguel Enrique Clements, Capitán de Navío retirado. Integró el Grupo de Tareas 3.3.2, al menos durante el segundo semestre del año 1981, según consta en su legajo de servicios: desde el 3/8/1981 hasta el 25/1/1982 estuvo en la Jefatura de Inteligencia Naval. Está imputado por los casos de 10 víctimas. Está acusado de los delitos de coautor de la privación ilegal de la libertad y la aplicación de violencia, y partícipe necesario de homicidios, delitos agravados por su condición de funcionario público.
- Daniel Néstor Coumo, Suboficial retirado de la Armada Argentina.En su legajo personal consta que prestó tareas en la ESMA entre el 1/3/1978 y el 1/8/1981, y luego entre el 8/7 y el 15/11/1982. En su legajo de servicios consta que estuvo en la ESMA como guardia militar y de seguridad entre el 16/11/1978 y el 16/3/1983. Está imputado por los casos de 39 víctimas. Está acusado de los delitos de coautor de la privación ilegal de la libertad y la aplicación de violencia, partícipe necesario de homicidios, retención, sustracción y ocultamiento de menores de 10 años de edad, delitos agravados por su condición de funcionario público.
- Alejandro Domingo D'Agostino, Prefecto Principal retirado de la Prefectura Naval Argentina. Integró la División Aviación de la Prefectura Naval (DAVI). De su legajo de conceptos de la Prefectura surge que entre el 1/1 y el 31/7/1976 fue Jefe de Pasaje, Correspondencia y Cargas. De ese mismo legajo y las planillas de vuelo, surge que realizó vuelos durante todos los meses de los años 1976, 1977, 1978 Y 1979, y en 1980, excepto septiembre, en 1981, excepto febrero, y en 1983, excepto enero, julio, agosto, octubre, noviembre y diciembre. Está imputado por los casos de las fundadoras de las Madres de Plaza de Mayo y otros familiares secuestrados entre el 8 y el 10 de diciembre de 1977 por el Grupo de Tareas de la ESMA y llevados a la ESMA. Luego, el 14/12/1977, fueron "trasladados": llevados a los vuelos de la muerte. Además está imputado por 56 víctimas en la causa de los vuelos de la muerte. Está acusado de los delitos de coautor de la privación ilegal de la libertad y la aplicación de violencia, partícipe necesario de homicidios, delitos agravados por su condición de funcionario público. El piloto de Prefectura Naval fue condenado a la pena de reclusión perpetua por su actuación como piloto del vuelo de la muerte de fecha 14 de diciembre de 1977.[17] Su participación consistió  pilotear el vuelo que produjo la muerte de las monjas francesas Loenie Duqet y Alice Domon y del Grupo Santa Cruz.[18]
- Carlos Eduardo Daviou, (a) “Justo", Capitán de Navío retirado de la Armada Argentina.Entre el 15/2 hasta el 31/12/1980 estuvo afectado a la Jefatura de Inteligencia del Estado Mayor General de la Armada (EMGA). Entre el 31/12/1980 y el 12/4/1982 continuó cumpliendo servicios, formalmente, en la Jefatura de Inteligencia del EMGA. Desde el 9/4 hasta el 28/6/1982 fue ayudante y Jefe de la División Marco Externo del Departamento de Inteligencia del EMGA. Entre el 31/12/1982 y el 30/12/1983 fue Jefe del Departamento de Operaciones. Está imputado por los casos de más de 90 víctimas. Está acusado de los delitos de coautor de la privación ilegal de la libertad y la aplicación de violencia, partícipe necesario de homicidios, sustracción, retención y ocultación de menores de 10 años de edad, delitos agravados por su condición de funcionario público.
- Juan de Dios Daer, (a) “Oscar”, Suboficial Principal retirado de la Armada Argentina. Estuvo destinado en la ESMA desde el 18/12/1981 hasta el 21/12/1982. Está imputado por los casos de 5 víctimas. Está acusado de los delitos de coautor de la privación ilegal de la libertad y la aplicación de violencia, partícipe necesario de homicidios, delitos agravados por su condición de funcionario público.
- Enrique José De Saint Georges, Subprefecto dado de baja de la Prefectura Naval Argentina. Integró la División Aviación de la Prefectura Naval (DAVI). De su legajo de conceptos surge que entre el 1/1 y el 31/7/1976 fue Jefe la Oficina de Bienestar y Oficial Jefe de la Sección Criptografía. Según consta en el mismo legajo, realizó vuelos durante 1976, 1977 y el primer semestre de 1978. Está imputado por los casos de las fundadoras de las Madres de Plaza de Mayo y otros familiares secuestrados entre el 8 y el 10 de diciembre de 1977 por el Grupo de Tareas de la ESMA y llevados a la ESMA. Luego, el 14/12/1977, fueron "trasladados": llevados a los vuelos de la muerte. Además, está imputado en la causa por los vuelos de la muerte por los casos de más de 50 víctimas. Está acusado de los delitos de coautor de la privación ilegal de la libertad y la aplicación de violencia, partícipe necesario de homicidios, delitos agravados por su condición de funcionario público.
- Francisco Armando Di Paola, Oficial retirado de la Armada Argentina. Integró el Grupo de Tareas 3.3.2 entre 1/3/1979 y el 26/7/1981. Está imputado por los casos de más de 100 víctimas en la causa de los vuelos de la muerte. Está acusado de los delitos de coautor de la privación ilegal de la libertad y la aplicación de violencia, partícipe necesario de homicidios, sustracción, retención y ocultación de menores de 10 años de edad, delitos agravados por su condición de funcionario público.
- Jorge Manuel Díaz Smith, (a) “Luis”, “Horacio Lázaro” y “Chancho Blanco”, Prefecto Principal retirado de la Prefectura Naval Argentina. Integró el Grupo de Tareas 3.3.2, desde el sector de “Inteligencia”. Está imputado por los casos de más de 90 víctimas. Está acusado de los delitos de coautor de la privación ilegal de la libertad y la aplicación de violencia, partícipe necesario de homicidios, sustracción, retención y ocultación de menores de 10 años de edad, delitos agravados por su condición de funcionario público.
- Rubén Oscar Franco, Almirante retirado de la Armada Argentina. Fue Jefe del Estado Mayor del Comando de Operaciones Navales desde el 19/7/1977 hasta el 20/1/1978. Fue Secretario de Información Pública en la Secretaría General Naval de Presidencia de la Nación entre el 1/2 y el 4/12/1978, fecha en la que fue designado Segundo Jefe de la Jefatura de Operaciones del Estado Mayor General de la Armada, hasta el 7/2/1980. Además, el 25/7/1979 fue nombrado Subsecretario General Naval de la Secretaría General Naval. Fue director general de Personal Naval entre 7/2/1980 y el 5/1/1982. El 1/10 de ese año fue ascendido al cargo de Comandante en Jefe de la Armada, hasta el 1/2/1984. Está siendo juzgado por los casos de 12 víctimas. Está acusado de los delitos de privación ilegal de la libertad, aplicación de tormentos, y tormentos seguidos de muerte, delitos agravados por su condición de funcionario público.
- Ricardo Jorge Lynch Jones, (a) “Panceta”, Capitán de Fragata retirado de la Armada Argentina.  Entre el 29/1/1976 y el 3/1/1977 estuvo destinado en la Escuela de Guerra Naval que funcionaba en la ESMA. Luego pasó a prestar tareas como Comandante en la Escuela Aeronaval de Ataque, hasta el 14/2/1978. Entre el 1/3/1979 y el 10/11/1980 prestó servicios como Subjefe en la Base Aeronaval Punta Indio. Entre el 6 y el 24/10/1980 fue enviado en Comisión a la ESMA. En sus legajos consta que realizó vuelos en 1976 (entre enero y junio, y desde a octubre a diciembre), 1977, 1978 (en enero, febrero, abril y mayo), 1979, 1980 (en enero, marzo, mayo y junio). Además, consta que mientras se desempeñó como asesor de la Aviación Naval de la Marina de Guerra de Perú desarrolló un plan de “clases de lucha antisubversiva”. Está imputado por los casos de más de 190 víctimas. Está acusado de los delitos de coautor de la privación ilegal de la libertad y la aplicación de violencia, partícipe necesario de homicidios, sustracción, retención y ocultación de menores de 10 años de edad, delitos agravados por su condición de funcionario público.
- Rubén Ricardo Ormello, Mecánico Aeronáutico dado de baja de la Armada Argentina. Entre el 16/3/1977 y el 1/3/1979 estuvo destinado a la 2.ª Escuadrilla Aeronaval de Sostén Logístico Móvil (EA5 2). En dicho período, habría sido parte de la tripulación de los vuelos de la muerte. Está imputado por los casos de las fundadoras de las Madres de Plaza de Mayo y otros familiares secuestrados entre el 8 y el 10 de diciembre de 1977 por el Grupo de Tareas de la ESMA y llevados a la ESMA. Luego, el 14/12/1977, fueron "trasladados": llevados a los vuelos de la muerte.  Además está imputado por los casos de 39 víctimas en la causa de los vuelos de la muerte. Está acusado de los delitos de coautor de la privación ilegal de la libertad y la aplicación de violencia, partícipe necesario de homicidios, delitos agravados por su condición de funcionario público.
- Julio Alberto Poch, Teniente de Fragata retirado de la Armada Argentina. Como aviador naval de la Armada, realizó vuelos entre el 24/3/1976 y el 1/9/1980. Está imputado por los casos de las fundadoras de las Madres de Plaza de Mayo y otros familiares secuestrados entre el 8 y el 10 de diciembre de 1977 por el Grupo de Tareas de la ESMA y llevados a la ESMA. Luego, el 14/12/1977, fueron "trasladados": llevados a los vuelos de la muerte. Además está imputado por los casos de 30 víctimas en la causa de los vuelos de la muerte. Está acusado de los delitos de coautor de la privación ilegal de la libertad y la aplicación de violencia, partícipe necesario de homicidios, delitos agravados por su condición de funcionario público. Cumple prisión preventiva en el Penal de Marcos Paz.
- Gonzalo Dalmacio Torres de Tolosa,  Abogado. Fue funcionario público, como Secretario del Juzgado de Instrucción N.º 9. Como civil, formó parte del Grupo de Tareas 3.3.2. Está imputado en la causa por los vuelos de la muerte por los casos de más de 500 víctimas. Está acusado de los delitos de coautor de la privación ilegal de la libertad y la aplicación de violencia, partícipe necesario de homicidios, sustracción, retención y ocultación de menores de 10 años de edad, delitos agravados por su condición de funcionario público. Es uno de los dos civiles que están siendo juzgados en este debate.
- Jorge Eduardo Acosta (a) "El Tigre", como era conocido por los detenidos de la ESMA, fue el jefe de Inteligencia, y como tal, jefe del Grupo de tareas 3.3.2 de la ESMA. Capitán de Fragata retirado era conocido y recordado por los sobrevivientes por su sadismo en el trato con los detenidos-desaparecidos, a quienes esclavizaba y maltrataba y luego invitaba a cenar o a bailar a restoranes o discos de moda de la época.
- Juan Azic (a) "Piraña", ayudante mayor de la Prefectura Naval Argentina, miembro del sector Operaciones del Grupo de tareas 3.3.2. En el centro de detención ESMA apropió a dos niñas nacidas en cautiverio. Contemporáneamente con la reapertura de las causas, y luego de que el Juez Baltasar Garzón solicitara su detención con fInés de extradición, intentó suicidarse infructuosamente. Pasó varios años detenido pero alojado en la Clínica San Jorge a causa de las heridas que el mismo se infringiera.
- Carlos Capdevilla (a) "Tomy", capitán de corbeta retirado, fue médico de la ESMA, y cumplió la función de asistir los partos en la maternidad clandestina que funcionó en dicho centro. Como Azic, también está involucrado en casos de apropiación de menores.
- Ricardo Cavallo, (a) "Serpico", "Marcelo" o "Miguel Ángel", fue integrante del sector Operaciones del Grupo de tareas 3.3.2. Fue detenido en el mes de agosto del año 2000 en México, y a partir de allí comenzó un lento proceso de extradición para que pudiera ser juzgado en nuestro país, que finalmente se concretó con su llegada a la Argentina en marzo de 2008. Capitán de Corbeta retirado.
- Hugo Enrique Damario, (a) "Carlos", "Jirafa", capitán de navío, miembro del sector operaciones del GT 3.3 y del área de prensa de Cancillería en 1978 y 1979.
- Adolfo Donda Tigel (a) "Gerónimo", "Palito", "Chiche" o "Rubén Pellegrino", perteneció al sector de Inteligencia del Grupo de tareas 3.3.2. Capitán de Fragata retirado, debió llegar a juicio en el fallido proceso contra Héctor Febres en 2007, pero por demoras en una resolución de la CNCP su juzgamiento fue postergado hasta este juicio.
- Carlos Jaime Fraguio, contraalmirante, exdirector de personal naval en 1976.
- Juan Carlos Fotea, (a) "Lobo", sargento de la Policía Federal, es otro ejemplo de cooperación internacional entre estados para el juzgamiento de los responsables. Se encontraba prófugo hasta noviembre del año 2006, cuando fue detenido en España. Fue extraditado en enero de 2007 y detenido por la causa ESMA. Está detenido en el Complejo Penitenciario II de Marcos Paz. Integrante del Grupo de tareas 3.3.2.
- Manuel Jacinto García Tallada, contraalmirante retirado de la Armada, ocupó el cargo de jefe del Estado Mayor del Comando de Operaciones Navales al momento de los hechos.
- Miguel Ángel García Velasco, junto a su hermano Pablo García Velasco – quien también es imputado en la causa pero no será juzgado en este juicio – integró el Grupo de tareas 3.3.2. Capitán de corbeta retirado, cumple su arresto en el Complejo II de Marcos Paz.
- Pablo García Velasco (a) "Dante", junto a su hermano Miguel Ángel –quien también es imputado en la causa pero no fue juzgado en este juicio– integró el Grupo de tareas 3.3.2. Capitán de corbeta retirado.
- Carlos Orlando Generoso (a) "Fragote", "Garrido" o "Agustín", fue parte del Grupo de tareas 3.3.2 como suboficial del Servicio Penitenciario Federal. Por razones de salud, se suspendió el proceso para este imputado.
- Alberto Eduardo González (a) "Gato" u "Oscar Paz Alara", capitán de corbeta retirado, también integrante del Grupo de tareas 3.3.2.
- Roberto Oscar González (a) "Federico", "Fede" o "Gonzalito". Se trata de un subcomisario de la Policía Federal Argentina, integrante del Grupo de tareas 3.3.2 que se desempeñó como oficial principal de operaciones de la ESMA entre 1979 y 1980.
- Raúl Jorge González, contraalmirante, subdirector de la ESMA entre julio de 1976 y 1978.
- Oscar R. Lanzon, (a) "Horacio Guratti", capitán de navío, actuó en el sector inteligencia del GT 3.3 y del Grupo de Operaciones Especiales de la Armada (GOEA).
- Roque Ángel Martello, coronel del Ejército.
- Eduardo Morris Girling, contraalmirante, miembro del SIN, jefe de inteligencia del estado mayor de la Armada entre 1980 y 1982. Arresto domiciliario.
- Luis Ambrosio Navarro, (a) "Rafael" o "Wis Navarro", aviador naval, integró el GT 3.3 en 1978 y 1979 con grado de teniente de fragata.
- Víctor Roberto Olivera, (a) "Lindoro", suboficial naval, guardia en la ESMA.
- Eduardo Aroldo Otero, (a) "Honda", contraalmirante, director de la ESMA y comandante del GT 3.3 en 1980.
- Mario Pablo Palet, contraalmirante
- Guillermo Pazos, (a) "Esteban", capitán de navío, contador, jefe de logística del GT 3.3 entre 1978 y 1981.
- Antonio Pernías (a) "Trueno", "Rata" o "Martín". Su padre, un oficial superior de la Fuerza Aérea, facilitaba su casa-quinta ubicada en la localidad de Del Viso, provincia de Buenos Aires, como "casa operativa" del Grupo de tareas 3.3.2. Capitán de fragata retirado.
- Claudio Orlando Pittana,(a) "Fafá", "Roberto Mario Erhardt", "Juan Manuel Bravo", oficial de Policía Federal, sector operaciones del GT 3.3.
- Rogelio José Martínez Pizarro, (a) "Tomy", capitán de fragata médico.
- Héctor Francisco Polchi (a) "Cholo", "Román", suboficial naval, sector logística del GT 3.3 de 1979 a 1983. Basterra lo fotografió disfrazado de policía.
- Jorge Rádice (a) "Ruger". En calidad de agente de inteligencia, Radice integró el sector Logística de Grupo de tareas 3.3.2. Se retiró alcanzando el grado de teniente de fragata.
- Francisco Lucio Rioja, (a) "Fibra", "Jirafa", capitán de navío, miembro del Servicio de Inteligencia Naval (SIN).
- Miguel Ángel Alberto Rodríguez, (a) "Angel", "Luis Hidalgo", "Castro Cisneros", capitán de fragata, jefe de logística del Grupo de Operaciones Especiales de la Armada (GOEA) entre 1981 y 1982.
- Juan Carlos Rolón, capitán de fragata de la Armada, desde febrero de 1977 a marzo de 1978 cumplió funciones en la Base Naval Puerto Belgrano, en la localidad de Bahía Blanca, luego pasó a integrar el Grupo de tareas 3.3.2 de la ESMA.
- Antonio Rosario Pereyra, (a) "Leonardo", "Elías Sisro", suboficial principal, operaciones del GT en 1981 y 1982.
- Pedro Antonio Santamaría, vicealmirante.
- Néstor Savio (a) "Norberto" o "Halcón", fue integrante del sector Logística del Grupo de tareas 3.3.2 de la ESMA. Capitán de fragata retirado.
- Raúl Enrique Scheller (a) "Maríano", se retiró con el rango de capitán de navío.
- Hugo Héctor Siffredi (a) "Pancho", vicealmirante retirado, agente del Servicio de Inteligencia Naval (SIN), asistente del capitán Luis D’Imperio. Desde 1980 realizó “tareas especiales de inteligencia” en la agregaduría naval en Francia.
- Julio Antonio Torti, vicealmirante, jefe del estado mayor de la Armada en 1978.
- Antonio Vañek, Vicealmirante retirado de la Armada Argentina, excomandante de Operaciones. Ya tiene una condena a 40 años de prisión por delitos de lesa humanidad por su participación en el plan sistemático de robo de bebés.
- Carlos Guillermo Suárez Mason, alias “Hijo de Sam” (por el excomandante del Primer Cuerpo de Ejército, Guillermo Suárez Mason), capitán de fragata, operaciones del GT 3.3.
- Eugenio Vilardo, Capitán, ex subdirector de la oficina de prensa de Cancillería, donde eran obligados a trabajar algunos secuestrados
- Ernesto Frimón Weber, (a) "220", "El Maestro", fue comisario Policía Federal Argentina que trabajó en el sector operaciones del Grupo de tareas 3.3.2. Impartió clases a otros represores en el uso de la picana eléctrica.

#### Víctimas
Abriata Hernán, Achurra Ulibarri Luis, Acosta Osvaldo “Cacho”, Actis Goretta Nilda Noemí, Acuña Gustavo Pablo, Adad Ida, Adjiman Jorge Simón, Adjiman Leonardo Natalio, Adjiman Luis Daniel, Adur Claudio César  “Turco”, Agosti Hugo José, Ahumada Roberto, Aieta de Gullo Ángela María, Aimetta Liliana Ester “Mecha” o “Marcela”, Aisemberg Ariel, Aisemberg Luis Daniel, Alberti Graciela, Aldini Cristina, Alfonsín de Cabandié Alicia Elena, Almirón Laura y Lauroni Enzo o “pareja oriunda de Río Negro”, Alonso blanco de Hueravilo Mirta Mónica, Altamirano de Moyano Elba, Álvarez Abdelnur de Mazzucco Patricia Eugenia, Álvarez Abdelnur Ana Lía, Álvarez Duarte Gervasio Francisco, Álvarez Lilia María, Álvarez Marta Remedios, Álvarez Pedro o Álvarez Gervasio, Álvarez Rubén Ángel, Amarilla Guillermo, Andrés de Antokoletz Liliana María, Angelucci Domingo, Antokoletz Daniel Víctor, Antuna Liliana, Anzonera Juan Carlos, Aravena Tamasi Roberto Horacio, Ardetti Enrique Néstor, Areta Jorge Ignacio "Iñaki", Arfa Roberto, Arin Delacourt Julio César, Arrostito Norma Esther, Ascone José, Assales Emilio Carlos “Tincho”, Auad Ángela, Avellaneda Lucrecia Mercedes, Ayala Alfredo, Ayala Salvadora, Badillo Jorge Luis, Balbino Carlos Enrique, Ballester Nora Alicia, Ballesteros Carlos, Ballestrino de Careaga María Esther, Barbaglia de Meschiati María Enriqueta, Barreiro Roberto, Barroca Graciela Mabel, Barros Arturo Osvaldo “Anteojito”, Bartolomé Carlos, Basterra María Eva, Basterra Víctor Melchor, Batsche Valdés Norma Leticia, Bayón Carlos Alberto, Bazán de Levenson Marta, Bebé de sexo femenino hija de Susana Pegoraro nacida en cautiverio, Bebé de sexo masculino nacido en cautiverio, Bebé de sexo masculino nacido en cautiverio hijo de Fontana Deharbe, Bebé de sexo masculino Sebastián nacido en cautiverio hijo de Mancuzzo, Bebé nacido en la ESMA hijo de Castro y Rubel, Beigbeder Diego Jacinto Fernando, Bello Hernán Carlos, Bello Marcela Andrea, Benassi (o Benazzi) de Franco María Catalina, Benítez Ramón José, Beretta Graciela Alicia, Beretta María Magdalena, Berjerman Sergio Martín, Berner Ernesto Eduardo o “Popo” o "Mariano", Bernst de Hansen María Eva, Berroeta Enrique Osvaldo, Bertella María Elina, Bertella María Luján, Berti Carlos Guillermo, Bettini Antonio Bautista, Bicoca (o Bicocca) Lelia Margarita, Bigatti Mario José, Blanco García Antonio, Blanco Viviana Avelina, Blatón Francisco Juan, Blatón Juan José Pedro, Bogarín Hugo César, Bogliolo de Girondo María Mercedes, Boitano Paolin Miguel Ángel, Botto Diego Fernando, Brodsky Fernando Rubén, Brotman Florencia María, Brotman Isaac, Brotman Luis Félix, Bulit Raquel, Buono Azucena Víctorina (u Olga Delia Aldaya o N.N), Burgos Norma Susana, Bustos de Coronel María Cristina, Bustos Miguel Ángel Ramón “Tito”, Buzzalino Alfredo Manuel, Caballero Eduardo Luis, Caballero Wenceslao Eduardo, Cacabelos Ana María, Cacabelos Cecilia Inés de la Flor, Cacabelos Esperanza María, Cacabelos José Antonio, Caffatti Jorge Norberto de apodo “Turco”, Cagnoni Ricardo Luis, Caiman de Blatón María Juana, Calabozo Miguel Ángel, Calabria Alejandro Luis, Calero Cristina, Calle Carlos Alberto, Calveiro de Campiglia Pilar “Merque”, Calvo Richter Carmen Amalia, Calvo Jorge Donato, Camuñas Ricardo Antonio, Canosa José Luis o “Marcelo”, Canova Domingo Augusto, Cañueto de Zavala Rodríguez Olga Irma, Caprioli Carlos Alberto, Carames Jorge Roberto, Carazzo Mercedes Inés, Carbonell de Pérez Weiss Beatriz, Cárdenas Rivarola Álvaro Héctor, Cardozo Hilda Yolanda, Carena Raquel Delia, Carnelutti Máximo, Gardella Liliana Noemí, Carniglia Esther (hija de la anterior), Carpintero Lobo Ricardo, Carrega Eduardo Alberto, Casado Gaspar Onofre, Casanova Norberto, Casaretto Antonio Alejandro, Casariego Ernesto Raúl, Castillo Andrés Ramón, Castillo Lila Adelaida, Castro Boubeta, Castro Hugo Alberto, Castro Luis Alberto, Cerrudo Carlos Florentino “Negro” “Coco”, Cerruti Víctorino, Cerviño Marcelo, Cetrángolo Sergio Víctor apodado “Darío”, Chachques Juan Carlos, Chaer Hugo, Cheula Osvaldo Rubén, Cheula Segundo, Chiappolini Carlos Alberto, Chiaravalle Juan Carlos José, Chiernajowsky Miguel Ricardo, Chousa (o Chouza) Víctor Hugo, Chua Antonio Jorge, Cicconi María Luján, Cieza Rodríguez Gervasio, Cieza Daniel, Cieza Guillermo, Cieza Horacio, Cigliutti Meiani Omar Eduardo, Cirulo de Carniglia Haydée, Clemente Adriana Rosa, Cobo Inés Adriana, Cohen Viviana Esther, Colmenares Jaime José, Colombo Álvaro Martín “Tanito”, Colombo Daniel, Colombo Cristian, Conde Diana Noemí, Coquet Ricardo Héctor, Cornalea Estela María de FALICOFF, Coronel Roberto Joaquín “Gato”, Corsi María Elina, Corsiglia Hugo Arnaldo, Cortelletti Enrique Horacio, Cosaka Alicia Elsa, Cozzi Norma Cristina, Cubas Lisandro Raúl, Cuello del Río Margarita cuñada de Guillermo Rodríguez, Da Costa Gerónimo “Pepe”, Da re María Cristina, Dabas de Correa Laura, Daddone Luis, Daleo Graciela Beatriz, Dameri Silvia Beatriz María, De Caffatti María Adela, De González Langarica Delia, De Grauthmer Beatriz, De Gregorio Oscar Rubén, De Ponce Blanca, De Valentini Ada Nelly, Degregori Eduardo José, Del Duca de Tarnopolsky Laura Inés, Del Río Carlos Alberto, Delgado Irma Susana, Delgado Juan José, Delgado Oscar Vicente, Delgado Pedro Oscar, Dellasoppa Emilio Enrique, Delpech Luis María “Lito” o “Chicho”, Demarco Ernesto Jorge, Deón Lucía, Deusdebes Gabriel, Deusdebes padre de Gabriel, Deusdebes Devoto Jorge Alberto, Di Doménico Laura Susana, Di Leo Beatriz Esther, Di Paolo de Caballero Mirta Alicia, Di Piazza Graciela Beatriz, Di Rosa Claudio “Pablo”, Díaz Lestrem Guillermo Raúl, Díaz Pecach Susana Noemí, Díaz Norma Noemí, Dios Castro Ricardo Aníbal, Docal de Torini Perla Nelly, Domínguez Horacio Martín, Dominizi Ricardo, Domon Alice Ana Marie Anne, Donadío Alberto Eliseo, Dortona de Núñez María dos niñas, Dri Jaime Feliciano, Druetta Pedro o “Chiche”, Dubiau Federico Marcelo, Duquet Renée Léonie, Durigen Alberto Luis o aviador de la Luftwaffe, Dvatman Miriam Anita, Edelberg de Tarnopolsky Blanca Edith, Eguren de Cooke Alicia Graciana, Ehrenhaus Bettina Ruth, Eier Adolfo Aldo, Eiras María Luisa, El gáname Zulema Josefina, Elbert Horacio Aníbal, Epstein Mónica Hortensia, España Néstor Julio, Esplugas Enrique Lorenzo “Rodi”, Esposa de Carlos Caprioli, Esposa de Plaza Taborda, Esposo de Estela Beatriz Trofimuk, Esquivel Mirta, Etcheverría Daniel Roberto, Fabián Alberto o Alberto Fabián, Falicoff Alberto Samuel, Fantino Raúl Bernardo, Faraldo José Luis, Faraoni Rodríguez Patricia Silvia, Fassi Roberto Hugo Mario, Fatala Víctor Aníbal, Fernanda novia de Eduardo Giardino, Fernández Pondal Rodolfo, Fernández Ranrroc Óscar Alejandro, Fernández Sarmiento Julia, Fernández Daniel, Fernández Hilda Adriana, Ferrari Alejandro Daniel, Ferrari Ariel Adrián o “Felipe”, Ferrari Mariana, Ferrari Mariel Silvia “Patricia”, Fidalgo de Valenzuela Alcira Graciela, Figueredo Ríos Carlos, Figueroa Filiberto, Fiorito Miguel Ángel, Firmenich Jorge, Firpo Alejandro, Firpo Hernán, Flynn de Galli Patricia Teresa, Fondevila José Julio, Fontana Deharbe Liliana Clelia, Fontenla Faustino, Fossati Ernesto Luis, Franco Manuel Fernando, Franco Virginia, Franconetti Adriana María, Frank Ricardo Alberto, Freier Verónica “Vicky”, Friszman Adriana o “Sra. de Numa Laplane” o Hija del General Numa Laplane” Friszman Nora Débora, Frites Hugo Víctor “Chino” o “Negrito”, Fukman Enrique Mario, Funes de Perniola María Elena, Furman Oscar César, Gacche de Adjiman Estela María, Galarcep Pablo Horacio, Gallardt Amalia, Gallegos Silvia Mabel, Galli Maríanela, Galli Mario Guillermo Enrique, Gandulfo Eloy Oscar, Garaicochea Miguel Ángel, García Alonso de Firpo Blanca, García Cappaninni Gustavo Delfor “Abel”, García de Muneta Cándid, García Romero Graciela Beatriz, García Vázquez Juan Carlos, García apodado “Bicho” o Manuel Eduardo García, García Carlos Alberto o “Roque”, García Diana Iris, García Iris Nélida (identificada anteriormente como Miriam Ovando), García Juan Carlos o García del Val, Gardella Liliana Noemí, Gasparini Arturo Benigno, Gasparini Emiliano Miguel, Gasparini Juan Alberto, Gatti Adriana, Gazzarri Pablo María, Giardino Eduardo, Girón Daniel Eduardo, Girondo Alberto Eduardo, Giusti Alberto Horacio conocido como “Beto”, Godoy Julio, Gómez Aurelio, Gómez Conrado Higinio, González Langarica Pablo “Tonio”, González Martín, Gordillo Gómez de Vela María Marcela, Grande Carlos Armando “Pilo”, Granica Susana Graciela, Gras Martín Tomás, Greco Dora Cristina, Gremico Arnaldo Rodolfo, Grichener de Krawczyk Rebeca, Grigera Gustavo Alberto, Grosso Mirta, Grynberg Susana Flora, Gualdoni Mazon Juan Carlos, Guelfi Héctor, Guerci Saccone Eduardo, Guevara Julio Fernando, Guiard Silvia, Gullo Salvador Jorge, Hachmann de Landín María, Hagmar Ingrid Hagelin, Haidmar Ricardo René, Hall de Da Costa Patricia, Hazán Villaflor María Celeste, Hazán José Luis, Hernández Marcelo Camilo, Hernández Mario, Hidalgo Solá Héctor, Hija de Bustos María Cristina, Hija de María del Carmen Moyano nacida en cautiverio, Hijo de García Iris, Hijo nacido en cautiverio de María Graciela Tauro, Hobbs de Hunziker Alicia María “Colorada”, Hobert Lanzillotti Carlos Alberto “Pingulis”, Hofman Gerardo Adolfo, Holmberg Lanusse Elena, Hopen, Daniel Saúl, Horane Eduardo Gabriel, Hueravilo Alonso Emiliano Lautaro, Hueravilo Oscar Lautaro, Hunt Nora, Ibáñez Federico Ramón, Ibáñez Gustavo, Iglesias de santi María Esther, Imaz de Allende María Inés del Pilar, Infante Allende Adolfo, Itzigshon de García Cappaninni Matilde, Jalics Francisco, Jara de cabezas Thelma Doroty, Jarach Franca, Jasminoy José “Juancho” o “Sombra”, Jáuregui Edith Mónica, Jauregui-Salguero (hijo de Cristina Salguero), Jeckel Rolando Hugo, Juárez Enrique José, Julieta hija de Miriam Anita Dvatman, Kacs León “Negro” o “Juan”, Kehoe de Infante Allende Gloria, Khun Marta o N.N. Rita ( o Cappa Mirta o Mirta Cappa de Khun), Kilmann Adolfo, Kiper Luis Saúl, Koncurat Mario Lorenzo, Koncurat Nicolás Marcos, Koncurat Sebastián Carlos,  Krauthmer Maríano, Kron Fernando, Krug Alberto Roque, Kurlat Marcelo Daniel, Labayrú de Lennie Silvia, Laffitte de Moyano Mónica, Lagos Roberto, Lagrotta Óscar Alejandro, Lala Horacio Luis, Landaburu Puccio Adriana también conocida como “Maríana” o “Nana”, Landin Edmundo Ramón, Lanzelotti o Lanzilotta Edgardo o “Duque”, Larralde María Amalia, Lastra Daniel, Latorre Antonio Nelson, Lauletta Miguel Ángel “Caín”, Laurenzano Ángel Alberto, Lázaro Jaime Gladstein, Lazarte Jorge Omar o “Fanti”, Lecumberry Osmar Alberto, Leira de Bogliano María Susana, Leiracha de Barros Susana Beatriz “Cuqui”, Lennie de Osuna Sandra, Lennie María Cristina, Lennie Santiago Alberto, Lenzi Augusto (buzo), Lepanto Bianchi Lépido Alejandra Margarita, Lépido Nicolás o César Nicolás o Héctor, Lepíscopo castro Pablo Armando, Lerner Lertora Roberto Fernando “Momi”, Levy Alberto, Levy Daniel Horacio, Levy Horacio, Lewi Jorge Claudio “Juan” o “Juancito”, Lewin Myriam, Liliana Elsa Conde (esposa de Ángel Strazzeri), Lizaso o Glovier Patricio, Lizaso o Sureda Eduardo, Lizazo de Delgado Irma Leticia, Lizazo Jorge Héctor, Lois Ricardo Omar, López de Stenfer María Cristina “Beba” o “Violeta”, López o López Vairo Héctor Enrique, López Alejandro Hugo, López Griselda, López Juan Carlos, Lordkispanidse Carlos Gregorio, Lorenzo Hebe Inés, Lorenzo Rodolfo José, Lorkipanidse Rodolfo, Lorusso Lamle María Esther, Loza Carlos Oscar, Lozano Bullrich Julia Elena, Lucero Luis Alberto, Corsi María Elina, Lugones César Amado, Luna Beatriz Mercedes, Luppi Mazzone Mary Norma, Macedo de García Gloria Nelly, Machi de Duarte Alcira Enriqueta “Julia” o “Pelusa”, Maggio Horacio Domingo, Maguid Carlos Alberto, Malharro de Muñoz Ana María, Maliandi Fernández Graciela María, Mallea Alejo Alberto, Mancebo Beatriz Ofelia, Mancuzzo Patricia Elizabeth o Marcuzzo Elisabet Patricia, Mangone José Héctor, Manrique Saavedra Roberto, Mansilla Norma Graciela, Manuele Ricardo Hugo Darío, Marcus Adriana Ruth, Marcus padre de Adriana, Margari Alfredo Julio, Marín Eva, Marín Francisco Eduardo, Marsano Juan Carlos o Juan José, Martí Ana María, Martín Cubelos Alicia Silvia o “Tití”, Martínez María Elsa, Martínez Rocío, Martínez Sergio Antonio, Martíni Bibiana, Massa Graciela Beatriz, Mastrogiácomo Marta Zelmira, Matsuyama Luis Esteban, Mattarollo Raúl Humberto, Mazzucco Carlos Guillermo, Médici María Elena, Médico pediatra paraguayo o Alcidez Fernández Zamada o Zamadio, Mendé Jorge, Méndez Toto o Méndez Orlando René, Mera Federico Emilio Francisco, Merialdo Daniel Aldo, Merita Sekeira, Meschiati Carlos, Mezzadra Enrique Ignacio, Miani Alberto Daniel, Micheletto Oilda Silvia, Micucci Daniel Bernardo, Micucci Viviana Ercilia “Tatiana”, Miglio Pablina Beatriz, Mignaco Rita Irene esposa de Javier Otero, Mignone Mónica María Candelaria, Mignorance Luna Jorge Daniel, Miguez Pablo Antonio, Milesi María del Huerto, Milia de Pirles María Alicia, Mina Laura María, Mingorance Luna Alicia Marina, Miño José Orlando, Mirabelli Francisco Natalio, Miranda Juan Manuel, Miretti María Elena “La Negra”, Mitnik Rosa, Mogliani Armando Luis, Monforte Alejandro, Montiel Gustavo Gumersindo “Tono”, Montoya Carlos Eusebio, Mora María Rosa, Morandini Cristina del Valle, Morandini Néstor Luis “Lanita”, Morazzo Santiago Máximo, Moreira Héctor Horacio, Moreno pera José Manuel “Negro”, Moscovich Marcelo Diego, Mosquera Juan Antonio o Antonio Juan Lucas “Luqui”, Mosso de Carlevaro Adriana, Motto María Elvira “Bombón”, Moyano de Poblete María del Carmen, Moyano Edgardo Patricio, Muneta Jorge Carlos, Munne Daniel Oscar, Muñoz Carlos conocido también como “Quique”, Mura de Corsiglia María Cristina, Murgier María Isabel, Murillo Eduardo Jorge “Foca”,  N.N. De apellido Gallo o Gallo Franco (hecho o GALLO Francisco José), N.N. Masculino llamado Juan José y apodado “el Gallego”, N.N. Sexo femenino “Violeta” o Borrero Marta Ofelia, N.N. amigo del esposo de Estela Beatriz Trofimuk,  Najles de Brotman Dora, Najmanovich Rafael Daniel, Nardone Dina Ana María, Nicoletti Alfredo o Máximo, Niemal Jorge, Niña nacida en cautiveRío hija de Dora C. Greco Prigione, Greco María Isabel, NN “Manuel” o Menéndez Fernando, Noia María Lourdes, Novia de Morandini o amiga de Morandini, Nuguer Hernán Gerardo, Núñez de lizaso María del Carmen, Núñez o Martínez Leonardo Fermín, Núñez Roque, Núñez Roque (hijo), Ocampo Raúl Osvaldo, Odell Alejandro Roberto, Ojea quintana Ignacio Pedro, Olivera de levy Martíniana Martire, Olivier Patricia Silvia, Olivieri Guillermo Rodolfo, Ollero Inés, Onofri Hugo Luis, Oppenhaimer Nora, Orazi Nilda Haydée, Orfano Guillermo Lucas “Guille”, Orlando Irene, Ormaechea Orlando Ramón, Ortiz bayo Nelly Esther, OsoRío Pablo Horacio, Otero Javier, Oviedo Domínguez Pedro Bernardo, Oviedo Daniel Oscar, Oviedo Patricia Cristina, Pages Larraya Antonio, Palachi Enrique, Palacio Héctor Francisco, Palma Horacio MaRío, Palmeiro Hugo Alberto, Pardo Marcelo Pablo, Pared Jorge, Paredes María Rosa, Parejo Guillermo, Pastoriza Lila Víctoria, Paz Oscar, Pechieu Luis Hugo, Pegoraro Juan, Pegoraro Susana Beatriz, Peirano Nora Edit o Nora Mercedes, Pellegrino Liliana Marcela, Pennelli Graciela Dora, Peralta Horacio Edgardo, Peralta Ricardo, Perchante Juan Carlos, Perera Fernando, Pereyra Liliana Carmen, Pérez Andrade Julio Enrique, Pérez de Donda María Hilda, Pérez jaquet Carlos Alberto, Pérez Millán Carlos Alberto, Pérez Roisinblit Guillermo, Pérez Rojo José Manuel, Pérez Weiss Horacio, Pérez Carlos Daniel, Pérez Mirta, Pes Alicia Graciela, Pesci Eduardo, Petacchiola Gabriela Mónica, PeuRíot de Nicoletti Marta, Piccini Héctor Eduardo, Picheni Rodolfo Luis, Pintos Luis Sergio, Pisarello Rolando Ramón, Pisarello Milesi Laura, Pittier Ángela B. M. de, Plaza Taborda Juan Domingo, Poblete Carlos Simón, Polito Héctor Osvaldo, Pomponi Joaquín, Pomponi Jorge Oscar Francisco, Ponce de Fernández Ana María, Ponde de Bianco María Eugenia, Ponti Sara Isabel, Pontoriero Liliana Elvira, Porrini de Soria Beatriz, Portas Osvaldo, Porzio Juan José, Pourtale Marta Enriqueta “Gorda María”, Prada de Olivieri Josefa, Princic Gomiro José, Quinteiro Marta Mónica, Quinteros José Daniel, Quiroga RosaRío Evangelina, Raab Enrique, Rabinovich de Levenson Elsa, Rago Irma Teresa “Tesa” o “Mecha”, Ramallo Chávez Jaime Abraham, Ramírez Claudia, Ramírez Roberto, Ramos Juan Carlos, Ramus Susana Jorgelina, Rapela de Mangone María José, Ravignani Larrague Pablo, Ravignani José Enrique, Ravignani María Teresa, Reboratti Laura Alicia, Reinhold Siver Laura, Reinhold Marcelo Carlos, Remo Carlos Berardo, Renou Alejandra Magdalena, Repossi Oscar Alberto, Rizzo Oscar, Rodríguez Celina, Rodríguez Guillermo Raúl, Rodskin Luis, Roisinblit de Pérez Rojo Patricia Julia, Roman Almirón Leonardo Adrián, Roman Almirón Rubén Omar, Romay Méndez Alfredo o “Gallego”, Romeo Horacio Eduardo, Romero Carlos Gumersindo, Ronconi Néstor, Rondsky Mariela nacida en la ESMA Roqué Juan Julio, Rosell Juan Carlos, Rossi Juan Carlos, Rossini Macías Raúl Alberto, Rovini Zuviria de Amado Graciela Silvia, Rubel Ana, Ruiz Dameri Laura, Ruiz Dameri Marcelo, Ruiz Dameri María Víctoria, Ruiz Orlando Antonio, Rus Daniel Lázaro, Ruszkowski de Pegoraro Alicia, Sabbatino Evelina Isabel “Muñe”, Sadi Marisa, Sáenz Ricardo Pedro o “el Topo”, Said Alberto Ezequiel, Said Elías, Said Jaime Eduardo, Salcedo Edgardo de Jesús, Salgado José María, Salguero de Jauregui Cristina, Samaha Claudio Julio, Sánchez Aved Luis Rodolfo “Toba”, Sangiorgio Carlos Andrés, Santi Roberto Gustavo, Santos Héctor, Sarmiento Rodolfo, Sartori Roberto, Scarimbolo Brunetti Jorge Oscar, Schajaer Soledad, Schapira Daniel Marcelo, Seib Víctor Eduardo, Seoane Dora Laura, Serrat Oscar, Sisto Enrique Rubén, Siver de Reinhold Susana Beatriz, Smith Oscar, Soffiantini Ana María, Solari Ada, Solarz de Osatinsky Sara, Solís de Marin María Cristina “Tota”, Solís Pedro, Sonder Ana María “Gorda Alicia” o “Diana”, Soria Jorge Eduardo, Soria Ricardo, Sosa Gómez Juan Carlos, Soto Bueno Luciano Damián Alfredo “Gordo” “Oso”, Speratti Bozano Horacio Rodolfo, Spina Rafael, Stéfano Roberto o Distéfano Roberto, Stiefkens de Pardo Ana María, Strazzeri Ángel, Strejilevich Gerardo su esposa Guillermina Santaria Woods su hija nacida en la ESMA de nombre “Vera”, Suárez Edgardo (o Eduardo), Suárez Juan Carlos, Suárez Marta Herminia, Suzal Adriana, Suzal Norma, Tabachi Pedro Haroldo, Tacca de Ahumada María Laura, Talbott Wright Héctor Eugenio, Tallone Mertarello Renato Carlos Luis, Tallone Jorge, Tapia Enrique Ramón “Quique”, Tarnopolsky Bettina, Tarnopolsky Hugo Abraham, Tarnopolsky Sergio, Tauaf Blanca Edith (o Tauvaf Tomasini Clara), Tauaf (o Tauvaf Tomasini) Luis Ambrosio, Tauro de Rochistein María Graciela, Tebes Beatriz, Tejerina Juan Domingo, Tenenberg Noemí Beatriz, Terraf de D’brewil Isabel Olga, Testa Ana María Isabel, Teszkiewicz Mónica Beatriz “la Gorda Mónica”, Tilger Marta Elvira “Julia”, Tilsculquier Adriana Mónica, Tokar de Di Tirro Beatriz Elisa, Torrents Bermann Irene Laura, Trajtemberg Mirta Edith, Trivilino de Cucurullo Nidia, Trofimuk Estela Beatriz, Troitero Alfredo Amilcar “Ernesto”, Troksberg Carlos Alberto, Turrá Elisabeth Andrea, Urondo de Koncurat Claudia Josefina, Vasallo Alejandro Héctor, Vasallo Elvio Héctor, Vasallo Julio César, Vázquez Ocampo de Lugones María Marta esposa del anterior, Vázquez Daniel, Vázquez Jorge, Vázquez Luis Alberto, Vega Paoli María Luz, Vela Álzaga Unzué César Miguel, Vergeli María Elena, Verón Ramón, Víctoria Analía Donda Pérez, Vieyra Lidia Cristina, Vilellia Luis Alberto, Villa de Suárez Patricia, Villaflor de Vicenti Azucena, Villaflor Josefina, Villaflor Raimundo Aníbal, Villamayor Morinigo Juan Carlos “Ricardo”, Villani Mario César, Villar Julio Jorge, Villar Olga Margarita, Villarreal Miguel Francisco, Villella Luis Alberto, Viñas de Penino Cecilia Marina, Wagner de Galli Felisa Violeta María, Walsh Rodolfo, Wikinsky Silvia, Kron Fernando, Woitschach Daniel, Wolfson Nora Irene “Maríana”, Yacub Mario Gerardo, Yanes Codesido Jorge Eugenio, Yeramian Arpi Seta, Yofre Gabriela, Yorio Orlando Virgilio, Yrimia Héctor Juan, Zabala Rodríguez Miguel Ángel, Zarica (o Sarica) Ernesto Héctor, Zavala Rodrúez de Reynal O’Connor Julia Elena, Zeff lebedinsky Ricardo Jaime, Zerbino Daniel Hugo, Zuazu Maio María Nieves, Zuccarino de Lennie Nilva Berta, Zunino de Rossini Lidia Alicia, Zunino Enzo Rafael Domingo, Zupan Poli Enrique Luis, Zupan Jorge Miguel “Federico” hijo de Marina Cecilia Viñas, “Juan” hijo de Alicia Elena Alfonsín, Laffitte de Ortega Julia, León Manuel Guillermo, López Ruth, Romero Juan Manuel, Zurita Néstor.

###### Reparación histórica
En los alegatos finales de la fiscalía a cargo de Mercedes Soiza Reilly y Guillermo Friele solicitaron que se rectifiquen las noticias falsas publicadas durante la dictadura, "como un acto moralmente reparatorio y de reconstrucción de memoria. La verdad debe tener el mismo espacio que se empleara en aquella oportunidad con mentiras". Remarcaron que las fuerzas armadas usaron los medios de comunicación para difundir noticias sobre los crímenes cometidos mostrando a las víctimas de los operativos organizados por las fuerzas como "delincuentes, sediciosos y terroristas". Estos reportes formaron parte de la propaganda  totalitaria que agitaba a la población los fantasmas del miedo y el odio, con intenciones de instalar la división social entre los ciudadanos. Así, solicitaron al tribunal que a partir de la prueba analizada, los medios mencionados por la fiscalía en su alegato fueron La Nación, Clarín, La Razón, Crónica, La Prensa, La Opinión, y las revistas Gente y Para Ti.

### Cuarto juicio por la ESMA
La cuarta etapa de la Megacausa consta de cinco investigaciones, algunas de ellas fueron elevadas a juicio, otras se encuentran en "vista" del fiscal y otras continúan en investigación.

#### Extorsión
- Tribunal Oral en lo Criminal Federal n.º 5
- Expediente: 18.407/02
- Procesados: 2

Estas actuaciones comenzaron luego de la declaración del sobreviviente del centro clandestino de detención, Víctor Basterra, que relató que mientras se encontraba privado ilegalmente de su libertad en la ESMA fue obligado a dar instrucciones a su madre para que vendiera su casa en la localidad de Valentín Alsina. La venta se produjo a través de un poder otorgado por la madre de Basterra con la promesa de que mejoraría la situación de su hijo.
Una vez que fue entregado el poder, la Prefectura Naval Argentina despejó el inmueble. La propiedad nunca fue recuperada y jamás la familia recibió dinero en compensación por la venta.
Procesados
- Adolfo Donda Tigel (a) "Gerónimo", "Palito", "Chiche" o "Rubén Pellegrino", perteneció al sector de Inteligencia del Grupo de tareas 3.3.2. Capitán de Fragata retirado.
- Juan Azic (a) "Piraña", ayudante mayor de la Prefectura Naval Argentina, miembro del sector Operaciones del Grupo de tareas 3.3.2.

La causa fue elevada al Tribunal Oral en lo Criminal Federal n.º 5 el 10 de marzo de 2009.

#### Apropiación de bienes
- Tribunal Oral en lo Criminal Federal n.º 5
- Expediente: 1.376/04
- Procesados: 4

Esta causa investiga las maniobras llevadas a cabo por integrantes del Grupo de Tareas 3.3.2 para apoderarse "de manera organizada y sistemática" de los bienes de los prisioneros del centro clandestino.
Imputados
- Jorge Eduardo Acosta (a) "El Tigre", como era conocido por los detenidos de la ESMA, fue el jefe de Inteligencia, y como tal, jefe del Grupo de tareas 3.3.2 de la ESMA.
- Jorge Rádice (a) "Ruger". En calidad de agente de inteligencia, Radice integró el sector Logística de Grupo de tareas 3.3.2. Se retiró alcanzando el grado de teniente de fragata.
- Ricardo Cavallo, (a) "Serpico", "Marcelo" o "Miguel Ángel", fue integrante del sector Operaciones del Grupo de tareas 3.3.2. Fue detenido en el mes de agosto del año 2000 en México, y a partir de allí comenzó un lento proceso de extradición para que pudiera ser juzgado en nuestro país, que finalmente se concretó con su llegada a la Argentina en marzo de 2008. Capitán de Corbeta retirado.

Además se encontraba procesado antes de su muerte:
- Carlos José Pazo, (a) "León" o "Parra", se retiró con el rango de Capitán de Navío.

La causa fue elevada al Tribunal Oral en lo Criminal Federal n.º 5, pero se continúa con la investigación para descubrir nuevos hechos.

#### Enriquecimiento ilícito I
- Tribunal Oral en lo Criminal Federal n.º 5
- Expediente: 6.383/00

Esta causa investiga la denuncia que indica la existencia de una cuenta en un banco en Suiza donde Jorge Acosta habría ocultado el producto económico de sus actividades ilícitas llevadas a cabo en la ESMA.

#### Enriquecimiento ilícito II
- Tribunal Oral en lo Criminal Federal n.º 5
- Expediente: 13.340/08
- Procesados: 1

La causa investiga sobre el destino de las utilidades obtenidas del robo de los bienes de los detenidos desaparecidos en la ESMA.
Imputados
- Jorge Raúl Vildoza (a) "Gastón", fue jefe del Grupo de tareas 3.3.2 y se retiró con el rango de Capitán de Navío. Él y su esposa, Ana María Grimaldos, se profugaron en el año 1983 por un caso de apropiación de menores.

#### Chacras de Coria
- Tribunal Oral en lo Criminal Federal n.º 5
- Expediente: 7.694/99
- Procesados: 10

Se investiga la privación ilegítima de la libertad y la apropiación de los bienes de Conrado Hinginio Gómez, Víctorio Cerutti, Omar Masera Pincolini y Horacio Palma, y la sociedad Cerro Lago S.A. También la sustracción de diversos bienes personales de Conrado Gómez. Todos los permanecen desaparecidos. Los hechos ocurrieron entre el 10 y el 11 de enero de 1977.
Imputados
- Juan Carlos Rolón, capitán de fragata de la Armada, integrante del Grupo de tareas 3.3.2 de la ESMA.
- Jorge Rádice (a) "Ruger". En calidad de agente de inteligencia, Radice integró el sector Logística de Grupo de tareas 3.3.2.
- Jorge Eduardo Acosta (a) "El Tigre", como era conocido por los detenidos de la ESMA, fue el jefe de Inteligencia, y como tal, jefe del Grupo de tareas 3.3.2 de la ESMA.
- Pablo García Velasco (a) "Dante", integrante del Grupo de tareas 3.3.2.
- Alberto Eduardo González (a) "Gato" u "Oscar Paz Alara", capitán de corbeta retirado, también integrante del Grupo de tareas 3.3.2.
- Ricardo Cavallo, (a) "Serpico", "Marcelo" o "Miguel Ángel", integrante del sector Operaciones del Grupo de tareas 3.3.2.
- Jorge Enrique Perren (a) "Puma", Capitán de Navío retirado, fue jefe del sector Operaciones del GT 3.3.2.

También se encontraba procesado antes de su muerte:
- Emilio Eduardo Massera, Miembro de la primera junta de gobierno junto a Jorge Rafael Videla y a Orlando Agosti.

La investigación por algunos de estos hechos fueron elevadas al Tribunal Oral en lo Criminal Federal n.º 5 el 2 de diciembre de 2008 y por otros se encuentran aún en vista del fiscal de la causa.

## Orden de liberar a los procesados
El 17 y 18 de diciembre de 2008 la Sala II de la Cámara de Casación Penal, integrada por W. Gustavo Mitchell, Guillermo J. Yacobucci y Luis M. García, ordenó por dos votos a uno, la liberación de varios represores acusados de delitos de lesa humanidad en la megacausa ESMA; el voto en contra de la liberación de los reos fue realizado por el presidente del tribunal, el juez Mitchell.  El tribunal consideró que el tiempo que los marinos llevaban presos sin condena superó el plazo establecido por la ley y decidieron no prorrogar su detención.
Ese mismo día, en un acto realizado precisamente en la ESMA, transformada en centro para la memoria, la presidenta de la Nación Cristina Fernández cuestionó duramente el fallo considerando que era «un día de vergüenza para la Argentina y la humanidad y también para nuestro sistema judicial». Por su parte, el juez de la Suprema Corte de Justicia de la Nación Carlos Fayt, respondió a los cuestionamientos de la presidenta, atribuyéndole la culpa al Congreso Nacional «No es culpa nuestra, es culpa del Congreso que no ha dictado las normas procesales necesarias que permitan avanzar con los 800 juicios que hay parados».
La liberación de los acusados quedó suspendida debido a la apelación del fallo por parte de la fiscalía ante la Corte Suprema.